# Pomeni imen asteroidov: 21001–22000
Pregled pomenov imen asteroidov (malih planetov) od številke 21001 do 22000, ki jim je Središče za male planete dodelilo številko in so pozneje dobili tudi uradno ime  v skladu z dogovorjenim načinom imenovanja. Pregled je preverjen z Schmadelovim “Slovarjem imen malih planetov” (“Dictionary of Minor Planet Names”). Izvor nekaterih imen je pojasnjen tudi v Okrožnicah centra za male planete (“Minor Planet Circulars” ali MPC). Kadar se pojasnilo najde tudi v reviji “Nebo in teleskop” (Sky and Telescope) (S&T), je to navedeno. 
Pregled pojasnjuje izvor oziroma pomen imen asteroidov, ki ga je priznala Mednarodna astronomska zveza (IAU). Nekateri asteroidi imajo imajo dodatno pojasnilo o izvoru imena, ki pa vedno ni popolnoma zanesljivo (oznaka “†” ali “‡“). Pojasnilo o izvoru imena, ki je označeno z *, je potrebno preveriti ali poiskati še v “Slovarju imen malih planetov”.
| Ime                    | Začasna oznaka | Izvor imena |
| 21001–21100            | 21001–21100    | 21001–21100 |
| ---------------------- | -------------- | --- |
| 21001 Trogrlic         | 1987 GF        | Yvan, Marie, Jean, Émilienne, Yvonne in Liliane Trogrlic, po vrsti so to stari oče, stara mati, stric, mati in teta odkriteja † |
| 21010 Kishon           | 1988 PL2       | Ephraim Kishon (1924 – 2005), izraelski pisatelj, časnikar, satirik in pisec scenarijev † |
| 21014 Daishi           | 1988 TS1       | osnovna šola Daiši, mesto Koči, Japonska, obiskoval jo je odkritelj v letih od 1937 do 1943 † |
| 21016 Miyazawaseiroku  | 1988 VA        | Seiroku Miyazawa, japonski založnik, brat Kenji Miyazawe, ki je napisal Night On The Milky Way Train in The Twin Stars † |
| 21022 Ike              | 1989 CR        | Koichi Ike, japonski prijatelj in pomočnik odkritelja † |
| 21047 Hodierna         | 1990 SE5       | Giovanni Batista Hodierna (1597 – 1660), italijanski (siciljanski) matematik in astronom † |
| 21050 Beck             | 1990 TG2       | Hans G. Beck, nemški astronom in vodja oddelka za astronomske naprave pri podjetju Carl Zeiss, Jena, Nemčija † |
| 21059 Penderecki       | 1991 GR10      | Krzysztof Penderecki (rojen 1933), poljski skladatelj and dirigent † |
| 21062 Iasky            | 1991 JW1       | Robert Iasky, avstralski geofizik, odkritelj udarnega kraterja Woodleigh v zahodni Avstraliji † |
| 21064 Yangliwei        | 1991 LY1       | Yang Liwei (rojen 1965), prvi kitajski državljan v vesolju † |
| 21074 Rügen            | 1991 RA4       | otoko Rügen v Baltskem morju, znano letovišče † |
| 21075 Heussinger       | 1991 RF4       | Adalbert Heussinger, avstrijski katoloiški minorit, teolog in filozof † |
| 21076 Kokoschka        | 1991 RG4       | Oskar Kokoschka (1886 – 1980), avstrijski ekspresionistični slikar in pesnik † |
| 21082 Araimasaru       | 1991 TG2       | Masaru Arai, japonski ljubiteljski astronom, odkritelj kometa C/1991 A2 † |
| 21087 Petsimpallas     | 1992 BH2       | Peter Simon Pallas (1741 – 1811), nemški prirodoslovec in raziskovalec, odkritelj palazitov, Palasove mačke (Felis manul) (manule) in mnogih drugih živali in rastlin † |
| 21089 Mochizuki        | 1992 CQ        | Seiji Mochizuki, japonski konstruktor 0,6-m reflektorja na Observatoriju Geisei † |
| 21101–21200            |                | |
| 21109 Sünkel           | 1992 RY        | Hans Sünkel, avstrijski matematični geodet in geoinformatik † |
| 21110 Karlvalentin     | 1992 RC1       | Karl Valentin (Valentin Ludwig Fey) (1882 – 1948), nemški (bavarski) igralec, komedijant in pisatelj † |
| 21118 Hezimmermann     | 1992 SB17      | Helmut Zimmermann, nemški astronom † |
| 21125 Orff             | 1992 YZ4       | Carl Orff, nemški skladatelj, najbolj znan po Carmini Burani † |
| 21128 Chapuis          | 1993 BJ5       | Grégoire Chapuis, belgijski kirurg in vzgojitelj, župan Verviersa, obglavljen zaradi bogokletstva pri pospeševanju civilnih porok † |
| 21148 Billramsey       | 1993 HN1       | William ("Bill") D. Ramsey, ameriški ljubiteljski astronom, ki je pomagal pri organizaciji arhiva fotografskih plošč na 1,2 m Schmidt-Oschinonovem teleskopu na Observatoriju Palomar † |
| 21149 Kenmitchell      | 1993 HY5       | Ken Mitchell, avstralski pomočnik na Avstralski geološki nadzorni organizaciji in pri drugih raziskovalnih skupinah, ki so odkrile udarne stožce v kraterju Lawn Hill, Queensland in v kraterju Amelia Creek na področju Davenporta † |
| 21201–21300            |                | |
| 21229 Sušil            | 1995 SM1       | František Sušil, češki folklorist † Arhivirano 2011-05-25 na Wayback Machine. |
| 21234 Nakashima        | 1995 WG        | Takashi Nakashima, japonski ljubiteljski astronom, član Javnega astronomskega observatorija (Kumamoto Civil Astronomical Observatory)† |
| 21250 Kamikouchi       | 1995 YQ2       | Kamikouči, japonska razgledna toča, ki jo imenujejo tudi "Posebni zaklad narave" † |
| 21254 Jonan            | 1996 BG2       | mesto Jonan, Japonska, kjer je Javni astronomski observatorij (Kumamoto Civil Astronomical Observatory), imenovanje ob 20. obletnici observatorija † |
| 21257 Jižní Čechy      | 1996 DS2       | Jižní Čechy, del Češke † |
| 21258 Huckins          | 1996 EH1       | Earle Knowlen Huckins, III, ameriški zastopnik tajnika v Uradu za vesoljsko znanost pri Nasi † |
| 21262 Kanba            | 1996 HA2       | Minatsu Kanba, japonski član Astronomskega kluba Matsue in sodelavec odkritelja pri opazovanju † |
| 21269 Bechini          | 1996 LG        | Roberto Bechini, italijanski ljubiteljski astronom † Arhivirano 2008-08-01 na Wayback Machine. |
| 21270 Otokar           | 1996 OK        | Otokar Březina (Václav Jebavý) (1868 – 1929), češki lirski pesnik in eden izmed voditeljev gibanja simbolizma † ‡ |
| 21275 Tosiyasu         | 1996 SJ7       | Tosijasu Funakosi, japonski ljubiteljski astronom † |
| 21276 Feller           | 1996 TF5       | William (Vilim) Feller (1906 – 1970), hrvaško-ameriški matematik † |
| 21290 Vydra            | 1996 VR1       | reka Vidra, na južnem Češkem † ‡ |
| 21301–21400            |                | |
| 21306 Marani           | 1996 XF2       | Giorgio "Doddo" Marani, italijanski strojnik, prijatelj odkritelja † |
| 21311 Servius          | 1996 XC9       | Servij Tulij, šesti kralj Rimljanov, ki je zgradil prvi zid okoli mesta † |
| 21313 Xiuyanyu         | 1996 XY14      | Čiujanju, znana vrsta žada, ki se proizvaja v grofiji Čiujan, severovzhodna Ljudska republika Kitajska † |
| 21328 Otashi           | 1997 AM13      | mesto Ota, prefektura Gunma, Japonska † |
| 21331 Lodovicoferrari  | 1997 BO        | Lodovico Ferrari (1522 – 1565), italijanski matematik † |
| 21346 Marieladislav    | 1997 EL11      | Marie Pravcová in Ladislav Pravec, starša odkritelja † Arhivirano 2010-09-01 na Wayback Machine. |
| 21351 Bhagwat          | 1997 EC36      | Samuel Mohun Bhagwat, ameriški finalist na Intelovem iskanju znanstevnih talentov (Intel Science Talent Search ali ISTS) leta 2005 † Arhivirano 2005-10-27 na Wayback Machine. ‡ Arhivirano 2010-07-07 na Wayback Machine. |
| 21355 Pikovskaya       | 1997 FZ3       | Olga Pikovskaya, ameriška finalistka na Intelovem iskanju znanstvenih talentov (Intel Science Talent Search ali ISTS) leta 2005 † Arhivirano 2005-10-27 na Wayback Machine. |
| 21356 Karlplank        | 1997 FG4       | Karl James Plank, ameriški finalist na Intelovem iskanju znanstvenih talentov (Intel Science Talent Search ali ISTS) leta 2005 † Arhivirano 2005-10-27 na Wayback Machine. |
| 21357 Davidying        | 1997 FJ4       | David Qianli Ying, ameriški finalist na Intelovem iskanju znanstvenih talentov (Intel Science Talent Search ali ISTS) leta 2005 † Arhivirano 2005-10-27 na Wayback Machine. |
| 21358 Mijerbarany      | 1997 GT15      | Michael Jeremy Barany, ameriški finalist na Intelovem iskanju znanstvenih talentov (Intel Science Talent Search ali ISTS) leta 2005 † Arhivirano 2005-10-27 na Wayback Machine. |
| 21359 Geng             | 1997 GN22      | Sherri Yifan Geng, ameriški finalist na Intelovem iskanju znanstvenih talentov (Intel Science Talent Search ali ISTS) leta 2005 † Arhivirano 2005-10-27 na Wayback Machine. |
| 21363 Jotwani          | 1997 HX11      | Pooja Sunil Jotwani, ameriški finalist na Intelovem iskanju znanstvenih talentov (Intel Science Talent Search ali ISTS) leta 2005 † Arhivirano 2005-10-27 na Wayback Machine. |
| 21364 Lingpan          | 1997 HS12      | Ling Pan, ameriška finalistka na Intelovem iskanju znanstvenih talentov (Intel Science Talent Search ali ISTS) leta 2005 † Arhivirano 2005-10-27 na Wayback Machine. |
| 21369 Gertfinger       | 1997 NO4       | Gert Finger iz Evropskega južnega observatorija (European Southern Observatory), vodja uporabe infrardečih senzorjev in najkvalitetnejših naprav † |
| 21380 Devanssay        | 1998 DB20      | Jean Benoît De Vanssay, francoski ljubiteljski astronom in optik † |
| 21387 Wafakhalil       | 1998 FW16      | Wafa Khalil, dobitnik nagrade za izjemno poučevanje (Excellence in Teaching Award) na Intelovem mednarodnem znanstvenem in tehničnem sejmu (Intel International Science and Engineering Fair ali ISEF) leta 2004 † Arhivirano 2006-08-10 na Wayback Machine. |
| 21388 Moyanodeburt     | 1998 FJ25      | Maria Adela Moyano de Burt, dobitnica nagrade za izjemno poučevanje (Excellence in Teaching Award) na Intelovem mednarodnem znanstvenem in tehničnem sejmu (Intel International Science and Engineering Fair ali ISEF) leta 2004 † Arhivirano 2006-08-10 na Wayback Machine. |
| 21389 Pshenichka       | 1998 FX27      | Paul Pshenichka, dobitnik nagrade za izjemno poučevanje (Excellence in Teaching Award) na Intelovem mednarodnem znanstvenem in tehničnem sejmu (Intel International Science and Engineering Fair ali ISEF) leta 2004 † Arhivirano 2006-08-10 na Wayback Machine. |
| 21390 Shindo           | 1998 FV28      | Shindo Akihiko, dobitnik nagrade za izjemno poučevanje (Excellence in Teaching Award) na Intelovem mednarodnem znanstvenem in tehničnem sejmu (Intel International Science and Engineering Fair ali ISEF) leta 2004 † Arhivirano 2006-08-10 na Wayback Machine. |
| 21391 Rotanner         | 1998 FY31      | Roberta Tanner, dobitnica nagrade za izjemno poučevanje (Excellence in Teaching Award) na Intelovem mednarodnem znanstvenem in tehničnem sejmu (Intel International Science and Engineering Fair ali ISEF) leta 2004 † Arhivirano 2006-08-10 na Wayback Machine. |
| 21392 Helibrochier     | 1998 FH32      | Hélio Luiz Brochier, dobitnik nagrade za izjemno poučevanje (Excellence in Teaching Award) na Intelovem mednarodnem znanstvenem in tehničnem sejmu (Intel International Science and Engineering Fair ali ISEF) leta 2003 † Arhivirano 2007-08-09 na Wayback Machine. |
| 21393 Kalygeringer     | 1998 FF34      | Karen Lynn Geringer, ameriška finalistka na Intelovem iskanju znanstvenih talentov (Intel Science Talent Search ali ISTS) leta 2005 † Arhivirano 2005-10-27 na Wayback Machine. |
| 21394 Justinbecker     | 1998 FY35      | Justin Scott Becker, ameriška finalistka na Intelovem iskanju znanstvenih talentov (Intel Science Talent Search ali ISTS) leta 2005 † Arhivirano 2005-10-27 na Wayback Machine. |
| 21395 Albertofilho     | 1998 FJ41      | Alberto Dal Molin Filho, dobitnik nagrade za izjemno poučevanje (Excellence in Teaching Award) na Intelovem mednarodnem znanstvenem in tehničnem sejmu (Intel International Science and Engineering Fair ali ISEF) leta 2004 † Arhivirano 2007-08-09 na Wayback Machine. |
| 21396 Fisher-Ives      | 1998 FC52      | Russ Fisher-Ives, dobitnik nagrade za izjemno poučevanje (Excellence in Teaching Award) na Intelovem mednarodnem znanstvenem in tehničnem sejmu (Intel International Science and Engineering Fair ali ISEF) leta 2004 † Arhivirano 2007-08-09 na Wayback Machine. |
| 21397 Leontovich       | 1998 FJ54      | Alexander Leontovich, dobitnik nagrade za izjemno poučevanje (Excellence in Teaching Award) na Intelovem mednarodnem znanstvenem in tehničnem sejmu (Intel International Science and Engineering Fair ali ISEF) leta 2003 † Arhivirano 2007-08-09 na Wayback Machine. |
| 21398 Zengguoshou      | 1998 FX55      | Zeng Guoshou, dobitnik nagrade za izjemno poučevanje (Excellence in Teaching Award) na Intelovem mednarodnem znanstvenem in tehničnem sejmu (Intel International Science and Engineering Fair ali ISEF) leta 2003 † Arhivirano 2007-08-09 na Wayback Machine. |
| 21399 Bateman          | 1998 FG57      | Ailish Elizabeth Bateman, ameriška finalistka na Intelovem iskanju znanstvenih talentov (Intel Science Talent Search ali ISTS) leta 2005 † Arhivirano 2005-10-27 na Wayback Machine. |
| 21400 Ahdout           | 1998 FM57      | Zimra Payvand Ahdout, ameriška finalistka na Intelovem mednarodnem znanstvenem in tehničnem sejmu (Intel International Science and Engineering Fair ali ISEF) leta 2006 † Arhivirano 2006-06-03 na Wayback Machine. |
| 21401–21500            |                | |
| 21401 Justinkovac      | 1998 FC58      | Justin Alexander Kovac, ameriški finalist na Intelovem iskanju znanstvenih talentov (Intel Science Talent Search ali ISTS) leta 2005 † Arhivirano 2005-10-27 na Wayback Machine. |
| 21402 Shanhuang        | 1998 FE58      | Shan Yuan Huang, ameriški finalist na Intelovem iskanju znanstvenih talentov (Intel Science Talent Search ali ISTS) leta 2005 † Arhivirano 2005-10-27 na Wayback Machine. |
| 21403 Haken            | 1998 FN58      | Ian Robert Haken, ameriški finalist na Intelovem iskanju znanstvenih talentov (Intel Science Talent Search ali ISTS) leta 2005 † Arhivirano 2005-10-27 na Wayback Machine. |
| 21404 Atluri           | 1998 FD61      | Kamalakar Atluri, ameriški finalist na ‘‘ Intelovem mednarodnem znanstvenem in tehničnem sejmu’’ (Intel International Science and Engineering Fair ali ISEF) leta 2006 † Arhivirano 2006-06-03 na Wayback Machine. |
| 21405 Sagarmehta       | 1998 FU61      | Sagar Viplov Mehta, ameriški finalist na Intelovem iskanju znanstvenih talentov (Intel Science Talent Search ali ISTS) leta 2005 † Arhivirano 2005-10-27 na Wayback Machine. |
| 21406 Jimyang          | 1998 FZ63      | Jimmy Chen Yang, ameriški finalist na Intelovem iskanju znanstvenih talentov (Intel Science Talent Search ali ISTS) leta 2005 † Arhivirano 2005-10-27 na Wayback Machine. |
| 21407 Jessicabaker     | 1998 FL64      | Jessica Leann Baker, ameriški finalistka na Intelovem mednarodnem znanstvenem in tehničnem sejmu (Intel International Science and Engineering Fair ali ISEF) leta 2006 † Arhivirano 2006-06-03 na Wayback Machine. |
| 21408 Lyrahaas         | 1998 FZ64      | Lyra Creamer Haas, ameriška finalistka na Intelovem iskanju znanstvenih talentov (Intel Science Talent Search ali ISTS) leta 2005 † Arhivirano 2005-10-27 na Wayback Machine. |
| 21409 Forbes           | 1998 FC65      | Michael Andrew Forbes, finalist na Intelovem iskanju znanstvenih talentov (Intel Science Talent Search ali ISTS) leta 2005 † Arhivirano 2005-10-27 na Wayback Machine. |
| 21410 Cahill           | 1998 FH65      | James Andrew Cahill, ameriški finalist na Intelovem iskanju znanstvenih talentov (Intel Science Talent Search ali ISTS) leta 2005 † Arhivirano 2005-10-27 na Wayback Machine. |
| 21411 Abifraeman       | 1998 FY66      | Abigail Ann Fraeman, ameriški finalist na Intelovem iskanju znanstvenih talentov (Intel Science Talent Search ali ISTS) leta 2005 † Arhivirano 2005-10-27 na Wayback Machine. |
| 21412 Sinchanban       | 1998 FJ67      | Sinchan Banerjee, ameriški finalist na Intelovem mednarodnem znanstvenem in tehničnem sejmu (Intel International Science and Engineering Fair ali ISEF) leta 2003 |
| 21413 Albertsao        | 1998 FS68      | Albert Tsao, ameriški finalist na Intelovem iskanju znanstvenih talentov (Intel Science Talent Search ali ISTS) leta 2005 † Arhivirano 2005-10-27 na Wayback Machine. |
| 21414 Blumenthal       | 1998 FQ69      | Daniel Abraham Blumenthal, ameriški finalist na Intelovem mednarodnem znanstvenem in tehničnem sejmu (Intel International Science and Engineering Fair ali ISEF) leta 2006 † Arhivirano 2006-06-03 na Wayback Machine. |
| 21415 Nicobrenner      | 1998 FM70      | Nicole Rachelle Brenner, ameriška finalistka na Intelovem mednarodnem znanstvenem in tehničnem sejmu (Intel International Science and Engineering Fair ali ISEF) leta 2006 † Arhivirano 2006-06-03 na Wayback Machine. |
| 21416 Sisichen         | 1998 FN70      | Sisi Monica Chen, ameriška finalistka na Intelovem iskanju znanstvenih talentov (Intel Science Talent Search ali ISTS) leta 2005 † Arhivirano 2005-10-27 na Wayback Machine. |
| 21417 Kelleyharris     | 1998 FF71      | Kelley Harris, ameriška finalistka na Intelovem iskanju znanstvenih talentov (Intel Science Talent Search ali ISTS) leta 2005 † Arhivirano 2005-10-27 na Wayback Machine. |
| 21418 Bustos           | 1998 FY71      | Miguel Angel Bustos, ameriški finalist na Intelovem mednarodnem znanstvenem in tehničnem sejmu (Intel International Science and Engineering Fair ali ISEF) leta 2006 † Arhivirano 2006-06-03 na Wayback Machine. |
| 21419 Devience         | 1998 FP72      | Stephen Jacob DeVience, ameriški finalist na Intelovem iskanju znanstvenih talentov (Intel Science Talent Search ali ISTS) leta 2005 † Arhivirano 2005-10-27 na Wayback Machine. |
| 21421 Nealwadhwa       | 1998 FJ78      | Neal Wadhwa, ameriški finalist na Intelovem iskanju znanstvenih talentov (Intel Science Talent Search ali ISTS) leta 2005 † Arhivirano 2005-10-27 na Wayback Machine. |
| 21422 Alexacarey       | 1998 FL78      | Alexa A. Carey, ameriški finalist na Intelovem iskanju znanstvenih talentov (Intel International Science and Engineering Fair ali ISEF) leta 2006 † Arhivirano 2006-06-03 na Wayback Machine. |
| 21423 Credo            | 1998 FJ79      | Timothy Frank Credo, ameriški finalist na Intelovem iskanju znanstvenih talentov (Intel Science Talent Search ali ISTS) leta 2005 † Arhivirano 2005-10-27 na Wayback Machine. |
| 21424 Faithchang       | 1998 FU79      | Faith Kan Chang, ameriški finalist na Intelovem mednarodnem znanstvenem in tehničnem sejmu (Intel International Science and Engineering Fair ali ISEF) leta 2006 † Arhivirano 2006-06-03 na Wayback Machine. |
| 21425 Cordwell         | 1998 FR90      | Robert Thomas Cordwell, ameriški finalist na Intelovem iskanju znanstvenih talentov (Intel Science Talent Search ali ISTS) leta 2005 † Arhivirano 2005-10-27 na Wayback Machine. |
| 21426 Davidbauer       | 1998 FP93      | David Lawrence Vigliarolo Bauer, ameriški finalist na Intelovem iskanju znanstvenih talentov (Intel Science Talent Search ali ISTS) leta 2005 † Arhivirano 2005-10-27 na Wayback Machine. |
| 21427 Ryanharrison     | 1998 FK97      | Ryan Marques Harrison, ameriški finalist na Intelovem iskanju znanstvenih talentov (Intel Science Talent Search ali ISTS) leta 2005 † Arhivirano 2005-10-27 na Wayback Machine. |
| 21428 Junehokim        | 1998 FR103     | June-Ho Kim, ameriški finalist na Intelovem iskanju znanstvenih talentov (Intel Science Talent Search ali ISTS) leta 2005 † Arhivirano 2005-10-27 na Wayback Machine. |
| 21429 Gulati           | 1998 FG104     | Abhi Gulati, ameriški finalist na Intelovem iskanju znanstvenih talentov (Intel Science Talent Search ali ISTS) leta 2005 † Arhivirano 2005-10-27 na Wayback Machine. |
| 21430 Brubrew          | 1998 FG107     | Bruce Xiangji Brewington, finalist na Intelovem iskanju znanstvenih talentov (Intel Science Talent Search ali ISTS) leta 2005 † Arhivirano 2005-10-27 na Wayback Machine. |
| 21431 Amberhess        | 1998 FR113     | Amber Victoria irski Hess, ameriška finalistka na Intelovem iskanju znanstvenih talentov (Intel Science Talent Search ali ISTS) leta 2005 † Arhivirano 2005-10-27 na Wayback Machine. |
| 21432 Polingloh        | 1998 FJ115     | Po-Ling Loh, ameriška finalistka na Intelovem iskanju znanstvenih talentov (Intel Science Talent Search ali ISTS) leta 2005 † Arhivirano 2005-10-27 na Wayback Machine. |
| 21433 Stekramer        | 1998 FO115     | Stephen Curt Kramer, ameriški finalist na Intelovem iskanju znanstvenih talentov (Intel Science Talent Search ali ISTS) leta 2005 † Arhivirano 2005-10-27 na Wayback Machine. |
| 21434 Stanchiang       | 1998 FG116     | Stanley Shang Chiang, ameriški finalist na Intelovem iskanju znanstvenih talentov (Intel Science Talent Search ali ISTS) leta 2005 † Arhivirano 2005-10-27 na Wayback Machine. |
| 21435 Aharon           | 1998 FH116     | Terri Aharon, ameriški mentor finalistu na Intelovem iskanju znanstvenih talentov (Intel Science Talent Search ali ISTS) leta 2005 † Arhivirano 2005-10-27 na Wayback Machine. |
| 21436 Chaoyichi        | 1998 FL116     | Yi-Chi Chao, tajvanska finalistka na Intelovem mednarodnem znanstvenem in tehničnem sejmu (Intel International Science and Engineering Fair ali ISEF) leta 2006 in dobitnica nagrade Mednarodnega mladinskega znanstvenega seminarja Seaborg (Stockholm International Youth Science Seminar ali SIYSS) † Arhivirano 2006-06-03 na Wayback Machine.                                                 |
| 21437 Georgechen       | 1998 FG117     | George Chen, ameriški finalist na Intelovem mednarodnem znanstvenem in tehničnem sejmu (Intel International Science and Engineering Fair ali ISEF) leta 2006 in zmagovalec na Mednarodnem gibanju za prosti čas v znanosti in tehnologiji (International Movement for Leisure in Science and Technology ali MILSET) † Arhivirano 2006-06-03 na Wayback Machine.                                    |
| 21438 Camibarnett      | 1998 FP122     | Camille Barnett, ameriški mentor finalista na Intelovem iskanju znanstvenih talentov (Intel Science Talent Search ali ISTS) leta 2005 † Arhivirano 2005-10-27 na Wayback Machine. |
| 21439 Robenzing        | 1998 FN123     | Robert Benzing, ameriški mentor finalista na Intelovem iskanju znanstvenih talentov (Intel Science Talent Search ali ISTS) leta 2005 † Arhivirano 2005-10-27 na Wayback Machine. |
| 21440 Elizacollins     | 1998 FB125     | Eliza Collins, ameriški mentor finalista na Intelovem iskanju znanstvenih talentov (Intel Science Talent Search ali ISTS) leta 2005 † Arhivirano 2005-10-27 na Wayback Machine. |
| 21441 Stevencondie     | 1998 FC144     | Steven Condie, mentor finalista na Intelovem iskanju znanstvenih talentov (Intel Science Talent Search ali ISTS) leta 2005 † Arhivirano 2005-10-27 na Wayback Machine. |
| 21442 Amoteno          | 1998 FI159     | Asad Moten, ameriški finalist na Intelovem mednarodnem znanstvenem in tehničnem sejmu (Intel International Science and Engineering Fair ali ISEF) leta 2006 |
| 21445 Pegconnolly      | 1998 HG17      | Peggy Connolly, ameriški mentor finalista na Intelovem iskanju znanstvenih talentov (Intel Science Talent Search ali ISTS) leta 2005 † Arhivirano 2005-10-27 na Wayback Machine. |
| 21446 Tedflint         | 1998 HV18      | Ted Flint, ameriški mentor finalista na Intelovem iskanju znanstvenih talentov (Intel Science Talent Search ali ISTS) leta 2005 † Arhivirano 2005-10-27 na Wayback Machine. |
| 21447 Yungchieh        | 1998 HZ18      | Yung-Chieh Chen, tajvanski finalist na Intelovem mednarodnem znanstvenem in tehničnem sejmu (Intel International Science and Engineering Fair ali ISEF) leta 2006 † Arhivirano 2006-06-03 na Wayback Machine. |
| 21448 Galindo          | 1998 HE21      | Armando Galindo, ameriški mentor finalista na Intelovem iskanju znanstvenih talentov (Intel Science Talent Search ali ISTS) leta 2005 † Arhivirano 2005-10-27 na Wayback Machine. |
| 21449 Hemmick          | 1998 HQ22      | Lucinda Hemmick, ameriški mentor finalista na Intelovem iskanju znanstvenih talentov (Intel Science Talent Search ali ISTS) leta 2005 † Arhivirano 2005-10-27 na Wayback Machine. |
| 21450 Kissel           | 1998 HD23      | Stacy Kissel, ameriški mentor finalista na Intelovem iskanju znanstvenih talentov (Intel Science Talent Search ali ISTS) leta 2005 † Arhivirano 2005-10-27 na Wayback Machine. |
| 21451 Fisher           | 1998 HS23      | Ronald Aylmer Fisher (1890 – 1962), angleški statistik † |
| 21453 Victorlevine     | 1998 HA33      | Victor Levine, ameriški mentor finalista na Intelovem iskanju znanstvenih talentov (Intel Science Talent Search ali ISTS) leta 2005 † Arhivirano 2005-10-27 na Wayback Machine. |
| 21454 Chernoby         | 1998 HE40      | Grant Fabian Chernoby, ameriški finalist na Intelovem mednarodnem znanstvenem in tehničnem sejmu (Intel International Science and Engineering Fair ali ISEF) leta 2006 † Arhivirano 2006-06-03 na Wayback Machine. |
| 21455 Mcfarland        | 1998 HH41      | Jennifer McFarland, ameriški mentor finalista na Intelovem iskanju znanstvenih talentov (Intel Science Talent Search ali ISTS) leta 2005 † Arhivirano 2005-10-27 na Wayback Machine. |
| 21456 Myers            | 1998 HM46      | Robert Myers, ameriški mentor finalista na Intelovem iskanju znanstvenih talentov (Intel Science Talent Search ali ISTS) leta 2005 † Arhivirano 2005-10-27 na Wayback Machine. |
| 21457 Fevig            | 1998 HD51      | Ronald A. Fevig, ameriški planetarni znanstvenik na Univerzi v severni Dakoti (University of North Dakota) † |
| 21458 Susank           | 1998 HN51      | Susan D. Benecchi, rojena Kern (tudi "Susan K"), ameriški podoktorska raziskovalka na Znanstveni inštitut vesoljskega teleskopa (Space Telescope Science Institute), Baltimore † |
| 21459 Chrisrussell     | 1998 HS51      | Christopher T. Russell, ameriški profesor geofizike in planetarne fizike na Univerzi v Californiji (University of California), Los Angeles in glavni raziskovalec v misiji Dawn do 1 Ceresa in 4 Veste † |
| 21460 Ryozo            | 1998 HP52      | Ryozo Suzuki, japonski ljubiteljski astronom † |
| 21461 Alexchernyak     | 1998 HS60      | Alexander Chernyak, ameriški finalist na Intelovem mednarodnem znanstvenem in tehničnem sejmu (Intel International Science and Engineering Fair ali ISEF) leta 2006 † Arhivirano 2006-06-03 na Wayback Machine. |
| 21462 Karenedbal       | 1998 HC78      | Karen Nedbal, ameriški mentor finalista na Intelovem iskanju znanstvenih talentov (Intel Science Talent Search ali ISTS) leta 2005 † Arhivirano 2005-10-27 na Wayback Machine. |
| 21463 Nickerson        | 1998 HX78      | Laura Nickerson, ameriški mentor finalista na Intelovem iskanju znanstvenih talentov (Intel Science Talent Search ali ISTS) leta 2005 † Arhivirano 2005-10-27 na Wayback Machine. |
| 21464 Chinaroonchai    | 1998 HH88      | Tanongsak Chinaroonchai, tajski finalist na Intelovem mednarodnem znanstvenem in tehničnem sejmu (Intel International Science and Engineering Fair ali ISEF) leta 2006 † Arhivirano 2006-06-03 na Wayback Machine. |
| 21465 Michelepatt      | 1998 HG90      | Michele Patterson, ameriški mentor finalista na Intelovem iskanju znanstvenih talentov (Intel Science Talent Search ali ISTS) leta 2005 † Arhivirano 2005-10-27 na Wayback Machine. |
| 21466 Franpelrine      | 1998 HZ91      | Frances Pelrine, ameriški mentor finalista na Intelovem iskanju znanstvenih talentov (Intel Science Talent Search ali ISTS) leta 2005 † Arhivirano 2005-10-27 na Wayback Machine. |
| 21467 Rosenstein       | 1998 HX93      | Peter Rosenstein, ameriški mentor finalista na Intelovem iskanju znanstvenih talentov (Intel Science Talent Search ali ISTS) leta 2005 † Arhivirano 2005-10-27 na Wayback Machine. |
| 21468 Saylor           | 1998 HD97      | Charlotte Saylor, ameriški mentor finalista na Intelovem iskanju znanstvenih talentov (Intel Science Talent Search ali ISTS) leta 2005 † Arhivirano 2005-10-27 na Wayback Machine. |
| 21469 Robschum         | 1998 HO97      | Robert Schumacher, ameriški mentor finalista na Intelovem iskanju znanstvenih talentov (Intel Science Talent Search ali ISTS) leta 2005 † Arhivirano 2005-10-27 na Wayback Machine. |
| 21470 Frankchuang      | 1998 HV97      | Frank Fu-Han Chuang, ameriški finalist na Intelovem mednarodnem znanstvenem in tehničnem sejmu (Intel International Science and Engineering Fair ali ISEF) leta 2006 in nagrajenec na Mednarodnem gibanju za prosti čas v znanosti in tehnologiji (International Movement for Leisure in Science and Technology ali MILSET) † Arhivirano 2006-06-03 na Wayback Machine.                            |
| 21471 Pavelchvykov     | 1998 HA98      | Pavel V. Chvykov, ameriški finalist na ‘‘Intelovem mednarodnem znanstvenem in tehničnem sejmu’’ (Intel International Science and Engineering Fair ali ISEF) leta 2006 † Arhivirano 2006-06-03 na Wayback Machine. |
| 21472 Stimson          | 1998 HU98      | George Stimson, ameriški mentor finalista na Intelovem iskanju znanstvenih talentov (Intel Science Talent Search ali ISTS) leta 2005 † Arhivirano 2005-10-27 na Wayback Machine. |
| 21473 Petesullivan     | 1998 HH99      | Peter Sullivan, ameriški mentor finalista na Intelovem iskanju znanstvenih talentov (Intel Science Talent Search ali ISTS) leta 2005 † Arhivirano 2005-10-27 na Wayback Machine. |
| 21474 Pamelatsai       | 1998 HO99      | Pamela Tsai, ameriški mentor finalista na Intelovem iskanju znanstvenih talentov (Intel Science Talent Search ali ISTS) leta 2005 † Arhivirano 2005-10-27 na Wayback Machine. |
| 21475 Jasonclain       | 1998 HQ100     | Jason Bernard Clain, ameriški dobitnik druge nagrade na Intelovem mednarodnem znanstvenem in tehničnem sejmu (Intel International Science and Engineering Fair ali ISEF) leta 2006 † Arhivirano 2006-06-03 na Wayback Machine. |
| 21476 Petrie           | 1998 HW101     | William Flinders Petrie (1853 – 1942), britanski nadzornik in arheolog, oče sodobne arheologije † |
| 21477 Terikdaly        | 1998 HX112     | Terik Daly, ameriški finalist na Intelovem Intelovem mednarodnem znanstvenem in tehničnem sejmu (Intel International Science and Engineering Fair ali ISEF) leta 2006 † Arhivirano 2006-06-03 na Wayback Machine. |
| 21478 Maggiedelano     | 1998 HW118     | Maggie Delano, ameriška finalistka na Intelovem Intelovem mednarodnem znanstvenem in tehničnem sejmu (Intel International Science and Engineering Fair ali ISEF) leta 2006 |
| 21479 Marymartha       | 1998 HN124     | Mary Martha Ferrari Douglas, ameriška finalistka na Intelovem Intelovem mednarodnem znanstvenem in tehničnem sejmu (Intel International Science and Engineering Fair ali ISEF) leta 2006 † Arhivirano 2006-06-03 na Wayback Machine. |
| 21480 Jilltucker       | 1998 HO125     | Jill Tucker, ameriški mentor finalista na Intelovem iskanju znanstvenih talentov (Intel Science Talent Search ali ISTS) leta 2005 † Arhivirano 2005-10-27 na Wayback Machine. |
| 21481 Johnwarren       | 1998 HP125     | John Warren, ameriški mentor finalista na Intelovem iskanju znanstvenih talentov (Intel Science Talent Search ali ISTS) leta 2005 † Arhivirano 2005-10-27 na Wayback Machine. |
| 21482 Patashnick       | 1998 HQ132     | Harvey Patashnick, ameriški mentor finalista na Intelovem iskanju znanstvenih talentov (Intel Science Talent Search ali ISTS) leta 2005 † Arhivirano 2005-10-27 na Wayback Machine. |
| 21483 Abdulrasool      | 1998 HJ134     | Ameen Abdulrasool, ameriški nagrajenec na Intelovem Intelovem mednarodnem znanstvenem in tehničnem sejmu (Intel International Science and Engineering Fair ali ISEF) leta 2005 in dobitnik Intelove nagrade za mlade znanstvenike (Young Scientist Award) in dobitnica nagrade na Mednarodnem mladinskem znanstvenem seminarju Seaborg (Stockholm International Youth Science Seminar ali SIYSS) † |
| 21484 Eppard           | 1998 HR134     | Erin F. Eppard, ameriški nagrajenka na Intelovem Intelovem mednarodnem znanstvenem in tehničnem sejmu (Intel International Science and Engineering Fair ali ISEF) leta 2006 † Arhivirano 2006-06-03 na Wayback Machine. |
| 21485 Ash              | 1998 HV137     | Lesley Elizabeth Ash, ameriška nagrajenka na Intelovem Intelovem mednarodnem znanstvenem in tehničnem sejmu (Intel International Science and Engineering Fair ali ISEF) leta 2005 † |
| 21488 Danyellelee      | 1998 HT150     | Danyelle Lee Evans, ameriška finalistka na Intelovem Intelovem mednarodnem znanstvenem in tehničnem sejmu (Intel International Science and Engineering Fair ali ISEF) leta 2006 † Arhivirano 2006-06-03 na Wayback Machine. |
| 21495 Feaga            | 1998 JP2       | Lori Michele (Lanier) Feaga, ameriški planetarna spektroskopistka † |
| 21496 Lijianyang       | 1998 JQ2       | Jianyang Li, ameriški planetarni znanstvenik na Univerzi v Marylandu (University of Maryland) † |
| 21497 Alicehine        | 1998 JJ3       | Alice Hine, ameriški radarski analitik podatkov na Observatoriju Arecibo † |
| 21498 Keenanferar      | 1998 KQ2       | Keenan Joseph Ferar, ameriški finalist na Intelovem Intelovem mednarodnem znanstvenem in tehničnem sejmu (Intel International Science and Engineering Fair ali ISEF) leta 2006 † Arhivirano 2006-06-03 na Wayback Machine. ‡ |
| 21499 Perillat         | 1998 KS4       | Phil Perillat, ameriški višji softwarski specialist na Observatoriju Arecibo † |
| 21500 Vasquez          | 1998 KS6       | Angel Vasquez, ameriški specialist za mreže osebnih računalnikov in operater na teleskopu na Observatoriju Arecibo † |
| 21501–21600            |                | |
| 21501 Acevedo          | 1998 KC8       | Tony Acevedo, ameriški multimedijski grafični oblikovalec in sodelavec na medijih na Observatoriju Arecibo (Arecibo Observatory) † |
| 21502 Cruz             | 1998 KB9       | Jose Cruz, ameriški vodja operativne skupine in operator na teleskopu na Observatoriju Arecibo † |
| 21503 Beksha           | 1998 KL18      | Daniel B. Beksha, II, ameriški nagrajenec na Intelovem mednarodnem znanstvenem in tehničnem sejmu (Intel International Science and Engineering Fair ali ISEF) leta 2005 † Arhivirano 2005-10-27 na Wayback Machine. ‡ |
| 21504 Caseyfreeman     | 1998 KS19      | Casey Jo Freeman, ameriški finalist na Intelovem iskanju znanstvenih talentov (Intel Science Talent Search ali ISTS) leta 2006 † Arhivirano 2006-06-03 na Wayback Machine. |
| 21505 Bernert          | 1998 KG28      | Michael James Bernert, ameriški nagrajenec (drugo mesto) na Intelovem mednarodnem znanstvenem in tehničnem sejmu (Intel International Science and Engineering Fair ali ISEF) leta 2005 † Arhivirano 2005-10-27 na Wayback Machine. ‡ |
| 21506 Betsill          | 1998 KH30      | Alayna Rachelle Betsill, ameriški nagrajenec na Intelovem mednarodnem znanstvenem in tehničnem sejmu (Intel International Science and Engineering Fair ali ISEF) leta 2005 † Arhivirano 2005-10-27 na Wayback Machine. ‡ |
| 21507 Bhasin           | 1998 KZ30      | Jeffrey M. Bhasin, ameriški nagrajenec na Intelovem mednarodnem znanstvenem in tehničnem sejmu (Intel International Science and Engineering Fair ali ISEF) leta 2005 † Arhivirano 2005-10-27 na Wayback Machine. ‡ |
| 21508 Benbrewer        | 1998 KU33      | Benjamin Wayne Brewer, ameriški nagrajenec (drugo mesto) na Intelovem mednarodnem znanstvenem in tehničnem sejmu (Intel International Science and Engineering Fair ali ISEF) leta 2005 † Arhivirano 2005-10-27 na Wayback Machine. ‡ |
| 21509 Lucascavin       | 1998 KL35      | Lucas James Cavin, ameriški nagrajenec (drugo mesto) na Intelovem mednarodnem znanstvenem in tehničnem sejmu (Intel International Science and Engineering Fair ali ISEF) leta 2005 † Arhivirano 2005-10-27 na Wayback Machine. ‡ |
| 21510 Chemnitz         | 1998 KF36      | Mario Chemnitz, nemški nagrajenec (drugo mesto) na Intelovem mednarodnem znanstvenem in tehničnem sejmu (Intel International Science and Engineering Fair ali ISEF) leta 2005 † Arhivirano 2005-10-27 na Wayback Machine. † |
| 21511 Chiardola        | 1998 KT36      | Hugo Gualterio Chiardola, argentinski nagrajenec (drugo mesto) na Intelovem mednarodnem znanstvenem in tehničnem sejmu (Intel International Science and Engineering Fair ali ISEF) leta 2005 † Arhivirano 2005-10-27 na Wayback Machine. † |
| 21512 Susieclary       | 1998 KE40      | Susannah Lee Clary, ameriški nagrajenec (drugo mesto) na Intelovem mednarodnem znanstvenem in tehničnem sejmu (Intel International Science and Engineering Fair ali ISEF) leta 2005, in dobitnik Intelove nagrade za dosežek † Arhivirano 2005-10-27 na Wayback Machine. ‡ |
| 21513 Bethcochran      | 1998 KM46      | Elizabeth Jean Cochran, ameriški nagrajenec na Intelovem mednarodnem znanstvenem in tehničnem sejmu (Intel International Science and Engineering Fair ali ISEF) leta 2005 † Arhivirano 2005-10-27 na Wayback Machine. ‡ |
| 21514 Gamalski         | 1998 KS48      | Andrew David Gamalski, ameriški finalist na Intelovem iskanju znanstvenih talentov (Intel Science Talent Search ali ISTS) leta 2006 † Arhivirano 2006-06-03 na Wayback Machine. |
| 21515 Gavini           | 1998 KR50      | Madhavi Pulakat Gavini, ameriški finalist na Intelovem iskanju znanstvenih talentov (Intel Science Talent Search ali ISTS) leta 2006 in dobitnik nagrade Intelovega sklada mladim znanstvenikov † Arhivirano 2006-06-03 na Wayback Machine. |
| 21516 Mariagodinez     | 1998 KS51      | Maria Estela Godniez, Mexican finalist na Intelovem iskanju znanstvenih talentov (Intel Science Talent Search ali ISTS) leta 2006 † Arhivirano 2006-06-03 na Wayback Machine. |
| 21517 Dobi             | 1998 KS52      | Kledin Dobi, ameriški nagrajenec na Intelovem mednarodnem znanstvenem in tehničnem sejmu (Intel International Science and Engineering Fair ali ISEF) leta 2005 † Arhivirano 2005-10-27 na Wayback Machine. ‡ |
| 21518 Maysunhasan      | 1998 KO53      | Maysun Mazhar Hasan, ameriški finalist na Intelovem iskanju znanstvenih talentov (Intel Science Talent Search ali ISTS) leta 2006 † Arhivirano 2006-06-03 na Wayback Machine. |
| 21519 Josephhenry      | 1998 KR54      | Joseph Kent Henry, ameriški finalist na Intelovem iskanju znanstvenih talentov (Intel Science Talent Search ali ISTS) leta 2006 † Arhivirano 2006-06-03 na Wayback Machine. |
| 21520 Dianaeheart      | 1998 KR55      | Diana Lynn Eheart, ameriški nagrajenka (drugo mesto) na Intelovem mednarodnem znanstvenem in tehničnem sejmu (Intel International Science and Engineering Fair ali ISEF) leta 2005 † Arhivirano 2005-10-27 na Wayback Machine. ‡ |
| 21521 Hippalgaonkar    | 1998 KU55      | Varun Rajendra Hippalgaonkar, ameriški finalist na Intelovem mednarodnem znanstvenem in tehničnem sejmu (Intel International Science and Engineering Fair ali ISEF) leta 2006 † Arhivirano 2006-06-03 na Wayback Machine. |
| 21522 Entwisle         | 1998 MX11      | Richard William Entwisle, britanski nagrajenec na Intelovem mednarodnem znanstvenem in tehničnem sejmu (Intel International Science and Engineering Fair ali ISEF) leta 2005 † Arhivirano 2005-10-27 na Wayback Machine. † |
| 21523 GONG             | 1998 MW15      | kratica za Nacionalni Sončev observatorij (National Solar Observatory oziroma Global Oscillation Network Group) † |
| 21526 Mirano           | 1998 MS24      | Mirano Silvestri, italijanski ljubiteljski astronom † |
| 21527 Horton           | 1998 MV27      | Douglas Ray Horton, ameriški finalist na Intelovem mednarodnem znanstvenem in tehničnem sejmu (Intel International Science and Engineering Fair ali ISEF) leta 2006 † Arhivirano 2006-06-03 na Wayback Machine. |
| 21528 Chrisfaust       | 1998 MU33      | Christina Lynn Faust, ameriški nagrajenec na Intelovem mednarodnem znanstvenem in tehničnem sejmu (Intel International Science and Engineering Fair ali ISEF) leta 2005 † Arhivirano 2005-10-27 na Wayback Machine. ‡ |
| 21529 Johnjames        | 1998 MF37      | John James Hutchison, ameriški finalist na Intelovem mednarodnem znanstvenem in tehničnem sejmu (Intel International Science and Engineering Fair ali ISEF) leta 2006 † Arhivirano 2006-06-03 na Wayback Machine. |
| 21530 Despiau          | 1998 MB38      | Norberto Despiau, ameriški tehnik in operater na teleskopu na Observatoriju Arecibo † |
| 21531 Billcollin       | 1998 OS        | Bill Collin, sodelavec pri oblikovanju in izdelavi pomožnega sistema pri Zelo velikem teleskopu (Very Large Telescope ) v sklopu Evropskega južnega observatorija (European Southern Observatory) † |
| 21537 Fréchet          | 1998 PQ        | Maurice René Fréchet, francoski matematik † |
| 21539 Josefhlávka      | 1998 QO4       | Josef Hlávka, češki arhitekt in filantrop, ustanovitelj Češke akademije znanosti in umetnosti (1891–1952) † |
| 21540 Itthipanyanan    | 1998 QE11      | Suksun Itthipanyanan, tajski finalist na Intelovem mednarodnem znanstvenem in tehničnem sejmu (Intel International Science and Engineering Fair ali ISEF) leta 2006 † Arhivirano 2006-06-03 na Wayback Machine. |
| 21541 Friskop          | 1998 QP16      | Andrew John Friskop, ameriški nagrajenec na Intelovem mednarodnem znanstvenem in tehničnem sejmu (Intel International Science and Engineering Fair ali ISEF) leta 2005 † Arhivirano 2005-10-27 na Wayback Machine. † |
| 21542 Kennajeannet     | 1998 QA22      | Kennan L. Jeannet, ameriški finalist na Intelovem mednarodnem znanstvenem in tehničnem sejmu (Intel International Science and Engineering Fair ali ISEF) leta 2006 † Arhivirano 2006-06-03 na Wayback Machine. |
| 21543 Jessop           | 1998 QQ24      | Forrest Connell Jessop, ameriški finalist na Intelovem mednarodnem znanstvenem in tehničnem sejmu (Intel International Science and Engineering Fair ali ISEF) leta 2006 † Arhivirano 2006-06-03 na Wayback Machine. |
| 21544 Hermainkhan      | 1998 QL33      | Hermain Suhail Khan, ameriški finalist Intelovem mednarodnem znanstvenem in tehničnem sejmu (Intel International Science and Engineering Fair ali ISEF) leta 2006 † Arhivirano 2006-06-03 na Wayback Machine. |
| 21545 Koirala          | 1998 QO33      | Pratistha Koirala, ameriški finalist na Intelovem mednarodnem znanstvenem in tehničnem sejmu (Intel International Science and Engineering Fair ali ISEF) leta † Arhivirano 2006-06-03 na Wayback Machine. |
| 21546 Konermann        | 1998 QH34      | Silvana Konermann, nemška finalistka na ‘‘Intelovem mednarodnem znanstvenem in tehničnem sejmu’’ (Intel International Science and Engineering Fair ali ISEF) leta 2006 † Arhivirano 2006-06-03 na Wayback Machine. |
| 21547 Kottapalli       | 1998 QK38      | Anjaney Pramod Kottapalli, ameriški finalist na Intelovem iskanju znanstvenih talentov (Intel Science Talent Search ali ISTS) leta 2006 † Arhivirano 2006-06-03 na Wayback Machine. |
| 21548 Briekugler       | 1998 QX38      | Brienne Ashley Kugler, ameriška finalistka na Intelovem mednarodnem znanstvenem in tehničnem sejmu (Intel International Science and Engineering Fair ali ISEF) leta 2006 † Arhivirano 2006-06-03 na Wayback Machine. |
| 21549 Carolinelang     | 1998 QJ44      | Caroline Janet Lang, ameriška finalistka na Intelovem mednarodnem znanstvenem in tehničnem sejmu (Intel International Science and Engineering Fair ali ISEF) leta 2006 † Arhivirano 2006-06-03 na Wayback Machine. |
| 21550 Laviolette       | 1998 QS44      | Jessica Lynn Laviolette, ameriška finalistka na Intelovem mednarodnem znanstvenem in tehničnem sejmu (Intel International Science and Engineering Fair ali ISEF) leta 2006 † Arhivirano 2006-06-03 na Wayback Machine. |
| 21551 Geyang           | 1998 QH45      | Ge Yang, kitajski nagrajenec (drugo mesto) na Intelovem mednarodnem znanstvenem in tehničnem sejmu (Intel International Science and Engineering Fair ali ISEF) leta 2005 † Arhivirano 2005-10-27 na Wayback Machine. † |
| 21552 Richardlee       | 1998 QC52      | Richard C. Lee, ameriški finalist na Intelovem mednarodnem znanstvenem in tehničnem sejmu (Intel International Science and Engineering Fair ali ISEF) leta 2006 † Arhivirano 2006-06-03 na Wayback Machine. |
| 21553 Monchicourt      | 1998 QT55      | Marie Odile Monchicourt, francoska znanstvena časnikarka, producentka in gostja na Radiu Francija (Radio-France) in na Francoski televiziji (France television ) † |
| 21554 Leechaohsi       | 1998 QR69      | Chao-Hsi Lee, tajvanski finalist na Intelovem mednarodnem znanstvenem in tehničnem sejmu (Intel International Science and Engineering Fair ali ISEF) leta 2006 † Arhivirano 2006-06-03 na Wayback Machine. |
| 21555 Levary           | 1998 QF70      | David Andrew Levary, ameriški finalist na Intelovem mednarodnem znanstvenem in tehničnem sejmu (Intel International Science and Engineering Fair ali ISEF) leta 2006 † Arhivirano 2006-06-03 na Wayback Machine. |
| 21556 Christineli      | 1998 QE71      | Christine Weizer Li, ameriška finalistka na Intelovem mednarodnem znanstvenem in tehničnem sejmu (Intel International Science and Engineering Fair ali ISEF) leta 2006 † Arhivirano 2006-06-03 na Wayback Machine. |
| 21557 Daniellitt       | 1998 QE73      | Daniel Abraham Litt, ameriški finalist na Intelovem mednarodnem znanstvenem in tehničnem sejmu (Intel International Science and Engineering Fair ali ISEF) leta 2006 † Arhivirano 2006-06-03 na Wayback Machine. |
| 21558 Alisonliu        | 1998 QW77      | Alison W. Liu, ameriška finalistka na Intelovem mednarodnem znanstvenem in tehničnem sejmu (Intel International Science and Engineering Fair ali ISEF) leta 2006 † Arhivirano 2006-06-03 na Wayback Machine. |
| 21559 Jingyuanluo      | 1998 QE78      | Jingyuan Luo, ameriška finalistka na Intelovem iskanju znanstvenih talentov (Intel Science Talent Search ali ISTS) leta 2006 † Arhivirano 2006-06-03 na Wayback Machine. |
| 21560 Analyons         | 1998 QC91      | Ana Marie Lyons, ameriška finalistka na Intelovem mednarodnem znanstvenem in tehničnem sejmu (Intel International Science and Engineering Fair ali ISEF) leta 2006 † Arhivirano 2006-06-03 na Wayback Machine. |
| 21561 Masterman        | 1998 QR93      | Mary Masterman, ameriška finalistka na Intelovem mednarodnem znanstvenem in tehničnem sejmu (Intel International Science and Engineering Fair ali ISEF) leta 2006 † Arhivirano 2006-06-03 na Wayback Machine. |
| 21562 Chrismessick     | 1998 QZ94      | Christopher D. Messick, ameriški finalist na Intelovem mednarodnem znanstvenem in tehničnem sejmu (Intel International Science and Engineering Fair ali ISEF) leta 2006 † Arhivirano 2006-06-03 na Wayback Machine. |
| 21563 Chetgervais      | 1998 QW95      | Chetley L. C. Gervais, kanadski nagrajenec na Intelovem mednarodnem znanstvenem in tehničnem sejmu (Intel International Science and Engineering Fair ali ISEF) leta 2005 † Arhivirano 2005-10-27 na Wayback Machine. † |
| 21564 Widmanstätten    | 1998 QQ101     | Alois von Widmanstätten (1753 – 1849), avstrijski kemik, ki je odkril Widmanstättenove vzorce, ki so značilni za železove meteorite † |
| 21568 Evanmorikawa     | 1998 RM3       | Evan Takashi Morikawa, ameriški finalist na Intelovem mednarodnem znanstvenem in tehničnem sejmu (Intel International Science and Engineering Fair ali ISEF) leta 2006 † Arhivirano 2006-06-03 na Wayback Machine. |
| 21570 Muralidhar       | 1998 RK33      | Vinayak Muralidhar, ameriški finalist na Intelovem mednarodnem znanstvenem in tehničnem sejmu (Intel International Science and Engineering Fair ali ISEF) leta 2006 † Arhivirano 2006-06-03 na Wayback Machine. |
| 21571 Naegeli          | 1998 RD51      | Kaleb Markus Naegeli, ameriški finalist na Intelovem mednarodnem znanstvenem in tehničnem sejmu (Intel International Science and Engineering Fair ali ISEF) leta 2006 † Arhivirano 2006-06-03 na Wayback Machine. |
| 21572 Nguyen-McCarty   | 1998 RQ52      | Michelle Andrea Nguyen-McCarty, ameriška finalistka na Intelovem mednarodnem znanstvenem in tehničnem sejmu (Intel International Science and Engineering Fair ali ISEF) leta 2006 † Arhivirano 2006-06-03 na Wayback Machine. |
| 21574 Ouzan            | 1998 RZ71      | Raphael Ouzan, izraelski finalist na Intelovem mednarodnem znanstvenem in tehničnem sejmu (Intel International Science and Engineering Fair ali ISEF) leta 2006 † Arhivirano 2006-06-03 na Wayback Machine. |
| 21575 Padmanabhan      | 1998 RB80      | Hamsa Padmanabhan, indijska finalistka na Intelovem mednarodnem znanstvenem in tehničnem sejmu (Intel International Science and Engineering Fair ali ISEF) leta 2006 † Arhivirano 2006-06-03 na Wayback Machine. |
| 21576 McGivney         | 1998 SH4       | Michael J. McGivney (1852 – 1890), duhovnik na župniji cerkve Sv. Marije v New Havenu, Connecticut, ustanovitelj Kolumbovih vitezov (Knights of Columbus) † |
| 21577 Negron           | 1998 SU24      | Victor Negron, ameriški tehnik za elektroniko in operater za prenose na Observatoriju Arecibo † |
| 21580 Portalatin       | 1998 SY57      | Wilfredo Portalatin, ameriški tehnik in operater na teleskopu na Observatoriju Arecibo † |
| 21581 Ernestoruiz      | 1998 SD58      | Ernesto Ruiz, ameriški tehnik za elektroniko in operater teleskopa na Observatoriju Arecibo † |
| 21582 Arunvenkataraman | 1998 SE58      | Arun Venkataraman, ameriški vodja oddelka za računalništvo na Observatoriju Arecibo † |
| 21583 Caropietsch      | 1998 SQ108     | Caroline Elizabeth Pietsch, ameriška finalistka na Intelovem mednarodnem znanstvenem in tehničnem sejmu (Intel International Science and Engineering Fair ali ISEF) leta 2006 † Arhivirano 2006-06-03 na Wayback Machine. |
| 21584 Polepeddi        | 1998 SK121     | Lalith Kumar Polepeddi, ameriški finalist na Intelovem mednarodnem znanstvenem in tehničnem sejmu (Intel International Science and Engineering Fair ali ISEF) leta 2006 † Arhivirano 2006-06-03 na Wayback Machine. |
| 21585 Polmear          | 1998 SX126     | Michael McCord Polmear, ameriški finalist na Intelovem mednarodnem znanstvenem in tehničnem sejmu (Intel International Science and Engineering Fair ali ISEF) leta 2006 † Arhivirano 2006-06-03 na Wayback Machine. |
| 21586 Pourkaviani      | 1998 SU129     | Shahin Pourkaviani, ameriški finalist na Intelovem mednarodnem znanstvenem in tehničnem sejmu (Intel International Science and Engineering Fair ali ISEF) leta 2006 † Arhivirano 2006-06-03 na Wayback Machine. |
| 21587 Christopynn      | 1998 SE132     | Christopher Donald Pynn, ameriški finalist na Intelovem mednarodnem znanstvenem in tehničnem sejmu (Intel International Science and Engineering Fair ali ISEF) leta 2006 † Arhivirano 2006-06-03 na Wayback Machine. |
| 21588 Gianelli         | 1998 SK157     | Gabrielle Alyce Gianelli, ameriška nagrajenka na Intelovem mednarodnem znanstvenem in tehničnem sejmu (Intel International Science and Engineering Fair ali ISEF) leta 2005 in dobitnica Intelove nagrade mladim znanstvenikom (Intel Young Scientist Award) † Arhivirano 2005-10-27 na Wayback Machine. ‡                                                                                         |
| 21589 Rafes            | 1998 SR162     | Courtney Anne Rafes, ameriški finalist na Intelovem mednarodnem znanstvenem in tehničnem sejmu (Intel International Science and Engineering Fair ali ISEF) leta 2006 † Arhivirano 2006-06-03 na Wayback Machine. ‡ |
| 21601–21700            |                | |
| 21602 Ialmenus         | 1998 YW1       | Ialmen, sin Aresa in Astiohe, eden izmed voditeljev Ahajcev, eden izmed tistih, ki so prišli v Trojo v lesenem konju, bil je Argonavt in snubec Helene † |
| 21605 Reynoso          | 1999 CL81      | Jeremy Rosendo Reynoso, ameriški finalist na Intelovem mednarodnem znanstvenem in tehničnem sejmu (Intel International Science and Engineering Fair ali ISEF) leta 2006 † Arhivirano 2006-06-03 na Wayback Machine. |
| 21607 Robel            | 1999 GG34      | Alexander Abram Robel, ameriški finalist na Intelovem mednarodnem znanstvenem in tehničnem sejmu (Intel International Science and Engineering Fair ali ISEF) leta 2006 † Arhivirano 2006-06-03 na Wayback Machine. |
| 21608 Gloyna           | 1999 GQ35      | Tara Ellen Gloyna, ameriška nagrajenka (drugo mesto) na Intelovem mednarodnem znanstvenem in tehničnem sejmu (Intel International Science and Engineering Fair ali ISEF) leta 2005 † Arhivirano 2005-10-27 na Wayback Machine. † |
| 21609 Williamcaleb     | 1999 JQ41      | William Caleb Rodgers, ameriški finalist na Intelovem mednarodnem znanstvenem in tehničnem sejmu (Intel International Science and Engineering Fair ali ISEF) leta 2006 † Arhivirano 2006-06-03 na Wayback Machine. |
| 21610 Rosengard        | 1999 JE48      | Jamie Erin Rosengard, ameriška finalistka na Intelovem mednarodnem znanstvenem in tehničnem sejmu (Intel International Science and Engineering Fair ali ISEF) leta 2006 † Arhivirano 2006-06-03 na Wayback Machine. |
| 21611 Rosoff           | 1999 JV50      | Matthew Scott Rosoff, ameriški finalist na Intelovem mednarodnem znanstvenem in tehničnem sejmu (Intel International Science and Engineering Fair ali ISEF) leta 2006 † Arhivirano 2006-06-03 na Wayback Machine. |
| 21612 Chelsagloria     | 1999 JS57      | Chelsea Gloria Gordon, ameriška nagrajenka na Intelovem mednarodnem znanstvenem in tehničnem sejmu (Intel International Science and Engineering Fair ali ISEF) leta 2005 in dobitnica Intelove nagrade za dosežek † Arhivirano 2005-10-27 na Wayback Machine. † |
| 21613 Schlecht         | 1999 JF68      | Alissa Raenelle Schlecht, ameriška finalistka na Intelovem mednarodnem znanstvenem in tehničnem sejmu (Intel International Science and Engineering Fair ali ISEF) leta 2006 † Arhivirano 2006-06-03 na Wayback Machine. |
| 21614 Grochowski       | 1999 JW75      | Julia Caroline Grochowski, kanadska nagrajenka (drugo mesto) na Intelovem mednarodnem znanstvenem in tehničnem sejmu (Intel International Science and Engineering Fair ali ISEF) leta 2005 † Arhivirano 2005-10-27 na Wayback Machine. ‡ |
| 21615 Guardamano       | 1999 JQ76      | Andrew Lacson Guardamano, kanadski nagrajenec (drugo mesto) na Intelovem mednarodnem znanstvenem in tehničnem sejmu (Intel International Science and Engineering Fair ali ISEF) leta 2005 † Arhivirano 2005-10-27 na Wayback Machine. ‡ |
| 21616 Guhagilford      | 1999 JQ82      | Tristan Guha-Gilford, ameriški nagrajenec (drugo mesto) na Intelovem mednarodnem znanstvenem in tehničnem sejmu (Intel International Science and Engineering Fair ali ISEF) leta 2005 † Arhivirano 2005-10-27 na Wayback Machine. ‡ |
| 21617 Johnhagen        | 1999 JO119     | John Thomas Hagen, ameriški nagrajenec (drugo mesto) na Intelovem mednarodnem znanstvenem in tehničnem sejmu (Intel International Science and Engineering Fair ali ISEF) leta 2005 † Arhivirano 2005-10-27 na Wayback Machine. ‡ |
| 21618 Sheikh           | 1999 JT122     | Hamza Sheikh, pakistanski finalist na Intelovem mednarodnem znanstvenem in tehničnem sejmu (Intel International Science and Engineering Fair ali ISEF) leta 2006 † Arhivirano 2006-06-03 na Wayback Machine. ‡ |
| 21619 Johnshopkins     | 1999 JN136     | Johns Hopkins (1795 – 1873), ameriški podjetnik in filantrop iz Baltimora, Maryland, najboljj je znan po ustanovitvi Univerze Johnsa Hopkinsa in njenih pripadajočih ustanov (vključno z Laboratorijem za uporabno fiziko (Applied Physics Laboratory)) † |
| 21621 Sherman          | 1999 KR4       | Eric Alan Sherman, ameriški finalist na Intelovem mednarodnem znanstvenem in tehničnem sejmu (Intel International Science and Engineering Fair ali ISEF) leta 2006 † Arhivirano 2006-06-03 na Wayback Machine. † |
| 21622 Victorshia       | 1999 LV22      | Victor Andrew Shia, ameriški finalist na Intelovem mednarodnem znanstvenem in tehničnem sejmu (Intel International Science and Engineering Fair ali ISEF) leta 2006 in nagrajenec pri Mednarodnem gibanju za prosti čas v znanosti in tehnologiji (International Movement for Leisure in Science and Technology ali MILSET) † Arhivirano 2006-06-03 na Wayback Machine. ‡                          |
| 21623 Albertshieh      | 1999 LS24      | Albert David Shieh, ameriški finalist na Intelovem mednarodnem znanstvenem in tehničnem sejmu (Intel International Science and Engineering Fair ali ISEF) leta 2006 † Arhivirano 2006-06-03 na Wayback Machine. ‡ |
| 21625 Seira            | 1999 NN2       | Seira Shimoyama, japonska finalistka na Intelovem mednarodnem znanstvenem in tehničnem sejmu (Intel International Science and Engineering Fair ali ISEF) leta 2006 † Arhivirano 2006-06-03 na Wayback Machine. ‡ |
| 21626 Matthewhall      | 1999 NP2       | Matthew J. Hall, ameriški nagrajenec na Intelovem mednarodnem znanstvenem in tehničnem sejmu (Intel International Science and Engineering Fair ali ISEF) leta 2005 † Arhivirano 2005-10-27 na Wayback Machine. ‡ |
| 21627 Sillis           | 1999 NZ3       | Arnaud Georges Sillis, ameriški finalist na Intelovem mednarodnem znanstvenem in tehničnem sejmu (Intel International Science and Engineering Fair ali ISEF) leta 2006 † Arhivirano 2006-06-03 na Wayback Machine. ‡ |
| 21628 Lucashof         | 1999 ND4       | Lucas Hudson Hofmeister, ameriški nagrajenec (drugo mesto) na Intelovem mednarodnem znanstvenem in tehničnem sejmu (Intel International Science and Engineering Fair ali ISEF) leta 2005 † Arhivirano 2005-10-27 na Wayback Machine. ‡ |
| 21629 Siperstein       | 1999 NT8       | Brian Furness Siperstein, ameriški finalist na Intelovem mednarodnem znanstvenem in tehničnem sejmu (Intel International Science and Engineering Fair ali ISEF) leta 2006 † Arhivirano 2006-06-03 na Wayback Machine. ‡ |
| 21630 Wootensmith      | 1999 NM9       | Lauren Wooten Smith, ameriški finalist na Intelovem mednarodnem znanstvenem in tehničnem sejmu (Intel International Science and Engineering Fair ali ISEF) leta 2006 † Arhivirano 2006-06-03 na Wayback Machine. ‡ |
| 21631 Stephenhonan     | 1999 NU10      | Stephen Goodwin Honan, ameriški nagrajenec na Intelovem mednarodnem znanstvenem in tehničnem sejmu (Intel International Science and Engineering Fair ali ISEF) leta 2005 † Arhivirano 2005-10-27 na Wayback Machine. ‡ |
| 21632 Suwanasri        | 1999 NR11      | Krongrath Suwanasri, tajski finalist na Intelovem mednarodnem znanstvenem in tehničnem sejmu (Intel International Science and Engineering Fair ali ISEF) leta 2006 † Arhivirano 2006-06-03 na Wayback Machine. |
| 21633 Hsingpenyuan     | 1999 NW11      | Hsing Pen-Yuan, kitajski nagrajenec na Intelovem mednarodnem znanstvenem in tehničnem sejmu (Intel International Science and Engineering Fair ali ISEF) leta 2005 in dobitnik nagrade na Tekmovanju mladih znanstvenikov Evropske unije (EU Contest for Young Scientists Award) † Arhivirano 2005-10-27 na Wayback Machine. ‡                                                                      |
| 21634 Huangweikang     | 1999 NB18      | Huang Wei-Kang, kitajski nagrajenec na Intelovem mednarodnem znanstvenem in tehničnem sejmu (Intel International Science and Engineering Fair ali ISEF) leta 2005 in dobitnik nagrade na Tekmovanju mladih znanstvenikov Evropske unije (EU Contest for Young Scientists Award) † Arhivirano 2005-10-27 na Wayback Machine. ‡                                                                      |
| 21635 Micahtoll        | 1999 NU19      | Micah Lathaniel Toll, ameriški finalist na Intelovem mednarodnem znanstvenem in tehničnem sejmu (Intel International Science and Engineering Fair ali ISEF) leta 2006 † Arhivirano 2006-06-03 na Wayback Machine. |
| 21636 Huertas          | 1999 NS34      | Johiry Huertas, Puerto Rican nagrajenec (drugo mesto) na Intelovem mednarodnem znanstvenem in tehničnem sejmu (Intel International Science and Engineering Fair ali ISEF) leta 2005 † Arhivirano 2005-10-27 na Wayback Machine. ‡ |
| 21637 Ninahuffman      | 1999 NH36      | Nina Maria Huffman, ameriški nagrajenec (drugo mesto) na Intelovem mednarodnem znanstvenem in tehničnem sejmu (Intel International Science and Engineering Fair ali ISEF) leta 2005 † Arhivirano 2005-10-27 na Wayback Machine. ‡ |
| 21638 Nicjachowski     | 1999 NA39      | Nicholas Robert Apau Jachowski, ameriški nagrajenec na Intelovem mednarodnem znanstvenem in tehničnem sejmu (Intel International Science and Engineering Fair ali ISEF) leta 2005 † Arhivirano 2005-10-27 na Wayback Machine. ‡ |
| 21639 Davidkaufman     | 1999 ND39      | David Brooks Kaufman, ameriški nagrajenec (drugo mesto) na Intelovem mednarodnem znanstvenem in tehničnem sejmu (Intel International Science and Engineering Fair ali ISEF) leta 2005 † Arhivirano 2005-10-27 na Wayback Machine. ‡ |
| 21640 Petekirkland     | 1999 NX39      | Peter Jonathan Kirkland, severnoirski nagrajenec na Intelovem mednarodnem znanstvenem in tehničnem sejmu (Intel International Science and Engineering Fair ali ISEF) leta 2005 † Arhivirano 2005-10-27 na Wayback Machine. ‡ |
| 21641 Tiffanyko        | 1999 NC40      | Tiffany Sain-Yee Ko, ameriška nagrajenka na Intelovem mednarodnem znanstvenem in tehničnem sejmu (Intel International Science and Engineering Fair ali ISEF) leta 2005 † Arhivirano 2005-10-27 na Wayback Machine. ‡ |
| 21642 Kominers         | 1999 NH41      | Scott Duke Kominers, ameriški nagrajenec (drugo mesto) na Intelovem mednarodnem znanstvenem in tehničnem sejmu (Intel International Science and Engineering Fair ali ISEF) leta 2005 † Arhivirano 2005-10-27 na Wayback Machine. ‡ |
| 21643 Kornev           | 1999 NJ42      | Aleksey Borisovich Kornev, ruski nagrajenec (drugo mesto) na Intelovem mednarodnem znanstvenem in tehničnem sejmu (Intel International Science and Engineering Fair ali ISEF) leta 2005 † Arhivirano 2005-10-27 na Wayback Machine. ‡ |
| 21644 Vinay            | 1999 NA50      | Vinay Tripuraneni, ameriški finalist na Intelovem mednarodnem znanstvenem in tehničnem sejmu (Intel International Science and Engineering Fair ali ISEF) leta 2006 |
| 21645 Chentsaiwei      | 1999 NZ50      | Chen Wei Tsai, tajvanski finalist na Intelovem mednarodnem znanstvenem in tehničnem sejmu (Intel International Science and Engineering Fair ali ISEF) leta 2006 |
| 21646 Joshuaturner     | 1999 NK53      | Joshua Robert Turner, ameriški finalist na Intelovem mednarodnem znanstvenem in tehničnem sejmu (Intel International Science and Engineering Fair ali ISEF) leta 2006 † Arhivirano 2006-06-03 na Wayback Machine. |
| 21647 Carlturner       | 1999 NE54      | Carl Anthony Turner, ameriški finalist na Intelovem mednarodnem znanstvenem in tehničnem sejmu (Intel International Science and Engineering Fair ali ISEF) leta 2006 † Arhivirano 2006-06-03 na Wayback Machine. |
| 21648 Gravanschaik     | 1999 NB57      | Graham William Wakefield Van Schaik, ameriški finalist na Intelovem mednarodnem znanstvenem in tehničnem sejmu (Intel International Science and Engineering Fair ali ISEF) leta 2006 † Arhivirano 2006-06-03 na Wayback Machine. |
| 21649 Vardhana         | 1999 NQ59      | Anarghya A. Vardhana, ameriški finalist na Intelovem mednarodnem znanstvenem in tehničnem sejmu (Intel International Science and Engineering Fair ali ISEF) leta 2006 † Arhivirano 2006-06-03 na Wayback Machine. |
| 21650 Tilgner          | 1999 OB1       | Bruno Tilgner, deluje v Evropski vesoljski agenciji (European Space Agency), pomaga pri odkrivanju in identificiranju umetnih satelitov † |
| 21651 Mission Valley   | 1999 OF1       | Visoka šola Mission Valley, na njenem področju leži Observatorij Farpoint (Farpoint Observatory) † |
| 21652 Vasishtha        | 1999 OQ2       | Dhruv Vasishtha, ameriški finalist na Intelovem mednarodnem znanstvenem in tehničnem sejmuv (Intel International Science and Engineering Fair ali ISEF) leta 2006 † Arhivirano 2006-06-03 na Wayback Machine. |
| 21653 Davidwang        | 1999 OH3       | David Jueyu Wang, kanadski finalist na Intelovem mednarodnem znanstvenem in tehničnem sejmuv (Intel International Science and Engineering Fair ali ISEF) leta 2006 |
| 21655 Niklauswirth     | 1999 PC1       | Niklaus Wirth, švicarski računalniški strokovnjak † |
| 21656 Knuth            | 1999 PX1       | Donald Ervin Knuth, ameriški računalniški strokovnjak † |
| 21659 Fredholm         | 1999 PR3       | Erik Ivar Fredholm, švedski matematik † |
| 21660 Velenia          | 1999 QZ1       | Miroslav Velen, razvil je programsko opremo za zmanjšanje fotometričnih in astrometričnih podatkov na Observatoriju Ondřejov † Arhivirano 2011-05-25 na Wayback Machine. |
| 21661 Olga Germani     | 1999 RA        | Olga Germani, italijanska pesnica † |
| 21662 Benigni          | 1999 RC        | Roberto Benigni, italijanski igralec in filmski režiser † |
| 21663 Banat            | 1999 RM        | Banat, področje srednje Evrope, domovina Donavskih Švabov † |
| 21664 Konradzuse       | 1999 RG1       | Konrad Zuse (1910 – 1995), nemški inženir in začetnik računalništva † |
| 21665 Frege            | 1999 RR1       | Friedrich Ludwig Gottlob Frege (1848 – 1925), nemški matematik † |
| 21670 Kuan             | 1999 RD11      | Aaron Tzeyang Kuan, ameriški zmagovalec (drugo mesto) na Intelovem mednarodnem znanstvenem in tehničnem sejmu (Intel International Science and Engineering Fair ali ISEF) leta 2005 † Arhivirano 2005-10-27 na Wayback Machine. † |
| 21671 Warrener         | 1999 RP12      | Stephen Gerald Warrener, ameriški nagrajenec na Intelovem mednarodnem znanstvenem in tehničnem sejmu (Intel International Science and Engineering Fair ali ISEF) leta 2006 † Arhivirano 2006-06-03 na Wayback Machine. |
| 21672 Laichunju        | 1999 RK14      | Lai Chun-Ju, kitajski nagrajenec na Intelovem mednarodnem znanstvenem in tehničnem sejmu (Intel International Science and Engineering Fair ali ISEF) leta 2005 † Arhivirano 2005-10-27 na Wayback Machine. ‡ |
| 21673 Leatherman       | 1999 RL15      | Amanda Kay Leatherman, ameriški nagrajenec (drugo mesto) na Intelovem mednarodnem znanstvenem in tehničnem sejmu (Intel International Science and Engineering Fair ali ISEF) leta 2005 † Arhivirano 2005-10-27 na Wayback Machine. ‡ |
| 21674 Renaldowebb      | 1999 RG18      | Renaldo Michael Webb, ameriški finalist na Intelovem mednarodnem znanstvenem in tehničnem sejmu (Intel International Science and Engineering Fair ali ISEF) leta 2006 † Arhivirano 2006-06-03 na Wayback Machine. |
| 21675 Kaitlinmaria     | 1999 RM22      | Kaitlin Maria Luther, ameriški nagrajenka (drugo mesto) na Intelovem mednarodnem znanstvenem in tehničnem sejmu (Intel International Science and Engineering Fair ali ISEF) leta 2005 † Arhivirano 2005-10-27 na Wayback Machine. ‡ |
| 21676 Maureenanne      | 1999 RB23      | Maureen Anne Williams, ameriški finalistka na Intelovem mednarodnem znanstvenem in tehničnem sejmu (Intel International Science and Engineering Fair ali ISEF) leta 2006 † Arhivirano 2006-06-03 na Wayback Machine. |
| 21677 Tylerlyon        | 1999 RO23      | Tyler Glen Lyon, ameriški nagrajenec (drugo mesto) na Intelovem mednarodnem znanstvenem in tehničnem sejmu (Intel International Science and Engineering Fair ali ISEF) leta 2005 † Arhivirano 2005-10-27 na Wayback Machine. ‡ |
| 21678 Lindner          | 1999 RK27      | Klaus Lindner, nemški šolski učitelj astronomije in pisatelj † |
| 21679 Bettypalermiti   | 1999 RD28      | Betty M. Palermiti, ameriška zobozdravstvena higieničarka in specialistka za optiko, žena ljubiteljskega astronoma Michaela Palermitija iz Observatorija Palermiti v mestu Jupiter, Florida † |
| 21680 Richardschwartz  | 1999 RS31      | Richard K. Schwartz, ameriški ljubiteljski astronom in začetnik uporabe CCD tehnologije † |
| 21682 Peštafrantišek   | 1999 RT32      | František Pešta, češki začetnik popularnega observatorija (Hvězdárna Františka Pešty) v kraju Sezimovo Ústí † Arhivirano 2007-11-12 na Wayback Machine. |
| 21683 Segal            | 1999 RL33      | Bruce A. Segal, ameriški očesni zdravnik in kirurg ter ljubiteljski astronom † |
| 21684 Alinafiocca      | 1999 RR33      | Alina Fiocca, mlada hčerka dobrega prijatelja odkriteljev † Arhivirano 2005-05-23 na Wayback Machine. † |
| 21685 Francomallia     | 1999 RL35      | Franco Mallia, italijanski ljubiteljski astronom † |
| 21686 Koschny          | 1999 RB36      | Detlef Koschny, nemški vesoljski inženir in ljubiteljski astronom, direktor planetarnih znanstvenih operacij (Planetary Science Operations) pri planetarnih misijah, ki jih pripravlja ESA † ‡ |
| 21687 Filopanti        | 1999 RB37      | Quirico Filopanti, psevdonim Giuseppa Barillija, italijanskega domoljuba, pisatelja in profesorja matematike na Univerzi v Bologni † |
| 21694 Allisowilson     | 1999 RL48      | Allison Ruth Wilson, ameriški finalist na Intelovem mednarodnem znanstvenem in tehničnem sejmu (Intel International Science and Engineering Fair ali ISEF) leta 2006 † Arhivirano 2006-06-03 na Wayback Machine. |
| 21695 Hannahwolf       | 1999 RG49      | Hannah Louise Wolf, ameriški finalist na Intelovem mednarodnem znanstvenem in tehničnem sejmu (Intel International Science and Engineering Fair ali ISEF) leta 2006 in and dobitnik nagrade Intelovega sklada mladim znanstvenikov † Arhivirano 2006-06-03 na Wayback Machine. |
| 21696 Ermalmquist      | 1999 RC52      | Eric Ragnarson Malmquist, ameriški nagrajenec (drugo mesto) na Intelovem mednarodnem znanstvenem in tehničnem sejmu (Intel International Science and Engineering Fair ali ISEF) leta 2005 † Arhivirano 2005-10-27 na Wayback Machine. ‡ |
| 21697 Mascharak        | 1999 RW54      | Smita Mascharak, ameriški second place nagrajenec na Intelovem mednarodnem znanstvenem in tehničnem sejmu (Intel International Science and Engineering Fair ali ISEF) leta 2005 † Arhivirano 2005-10-27 na Wayback Machine. ‡ |
| 21698 McCarron         | 1999 RD56      | Tara Anne McCarron, ameriški second place nagrajenec na Intelovem mednarodnem znanstvenem in tehničnem sejmu (Intel International Science and Engineering Fair ali ISEF) leta 2005 † Arhivirano 2005-10-27 na Wayback Machine. † |
| 21699 Wolpert          | 1999 RE64      | Maya Nina Wolpert, ameriški winner in the 2006 Intel ISEF † Arhivirano 2006-06-03 na Wayback Machine. |
| 21700 Caseynicole      | 1999 RD72      | Casey Nicole McDonald, ameriški nagrajenec (drugo mesto) na Intelovem mednarodnem znanstvenem in tehničnem sejmu (Intel International Science and Engineering Fair ali ISEF) leta 2005 † Arhivirano 2005-10-27 na Wayback Machine. ‡ |
| 21701–21800            |                | |
| 21701 Gabemendoza      | 1999 RP72      | Gabriel Joel Mendoza, ameriški nagrajenec (drugo mesto) na Intelovem mednarodnem znanstvenem in tehničnem sejmu (Intel International Science and Engineering Fair ali ISEF) leta † Arhivirano 2005-10-27 na Wayback Machine. ‡ |
| 21702 Prisymendoza     | 1999 RA73      | Priscilla Yvette Mendoza, ameriški nagrajenka (drugo mesto) na Intelovem mednarodnem znanstvenem in tehničnem sejmu (Intel International Science and Engineering Fair ali ISEF) leta 2005 † Arhivirano 2005-10-27 na Wayback Machine. ‡ |
| 21703 Shravanimikk     | 1999 RM73      | Shravani Mikkilineni, ameriška nagrajenka (drugo mesto) na Intelovem mednarodnem znanstvenem in tehničnem sejmu (Intel International Science and Engineering Fair ali ISEF) leta 2005 † Arhivirano 2005-10-27 na Wayback Machine. ‡ |
| 21704 Mikkilineni      | 1999 RD85      | Sohan Venkat Mikkilineni, ameriški nagrajenec (drugo mesto) na Intelovem mednarodnem znanstvenem in tehničnem sejmu (Intel International Science and Engineering Fair ali ISEF) leta 2005 † Arhivirano 2005-10-27 na Wayback Machine. ‡ |
| 21705 Subinmin         | 1999 RA86      | Su Bin Min, South Korean nagrajenec (drugo mesto) na Intelovem mednarodnem znanstvenem in tehničnem sejmu (Intel International Science and Engineering Fair ali ISEF) leta 2005 † Arhivirano 2005-10-27 na Wayback Machine. ‡ |
| 21706 Robminehart      | 1999 RM87      | Robert Francis Minehart, III, ameriški second place nagrajenec na Intelovem mednarodnem znanstvenem in tehničnem sejmu (Intel International Science and Engineering Fair ali ISEF) leta 2005 † Arhivirano 2005-10-27 na Wayback Machine. ‡ |
| 21707 Johnmoore        | 1999 RY88      | John Pease Moore, IV, ameriški nagrajenec (drugo mesto) na Intelovem mednarodnem znanstvenem in tehničnem sejmu (Intel International Science and Engineering Fair ali ISEF) leta 2005 , dobitnik Intelove nagrade za dosežek (Intelova nagrada za dosežek\|Intelove nagrade za dosežek) † Arhivirano 2005-10-27 na Wayback Machine. ‡                                                              |
| 21708 Mulhall          | 1999 RV90      | Michael Mulhall, irski nagrajenec na Intelovem mednarodnem znanstvenem in tehničnem sejmu (Intel International Science and Engineering Fair ali ISEF) leta 2005 † Arhivirano 2005-10-27 na Wayback Machine. ‡ |
| 21709 Sethmurray       | 1999 RK92      | Seth Asa Murray, ameriški nagrajenec (drugo mesto) na Intelovem mednarodnem znanstvenem in tehničnem sejmu (Intel International Science and Engineering Fair ali ISEF) leta 2005 † Arhivirano 2005-10-27 na Wayback Machine. ‡ |
| 21710 Nijhawan         | 1999 RS92      | Sonia Nijhawan, ameriška nagrajenka (drugo mesto) na Intelovem mednarodnem znanstvenem in tehničnem sejmu (Intel International Science and Engineering Fair ali ISEF) leta 2005 † Arhivirano 2005-10-27 na Wayback Machine. ‡ |
| 21711 Wilfredwong      | 1999 RE95      | Wilfred Chung-Him Wong, ameriški finalist na Intelovem mednarodnem znanstvenem in tehničnem sejmu (Intel International Science and Engineering Fair ali ISEF) leta 2006 † Arhivirano 2006-06-03 na Wayback Machine. |
| 21712 Obaid            | 1999 RL96      | Sami Obaid, kanadski nagrajenec (druga nagrada) na Intelovem mednarodnem znanstvenem in tehničnem sejmu (Intel International Science and Engineering Fair ali ISEF) leta 2005 † Arhivirano 2005-10-27 na Wayback Machine. ‡ |
| 21713 Michaelolson     | 1999 RW97      | Michael R. Olson, ameriški nagrajenec na Intelovem mednarodnem znanstvenem in tehničnem sejmu (Intel International Science and Engineering Fair ali ISEF) leta 2005 in prejemnik nagrajenec pri Mednarodnem gibanju za prosti čas v znanosti in tehnologiji (International Movement for Leisure in Science and Technology ali MILSET) † Arhivirano 2005-10-27 na Wayback Machine. ‡                |
| 21714 Geoffreywoo      | 1999 RX109     | Geoffrey Hubert Woo, ameriški finalist na ‘‘Intelovem mednarodnem znanstvenem in tehničnem sejmu’’ (Intel International Science and Engineering Fair ali ISEF) leta 2006 † Arhivirano 2006-06-03 na Wayback Machine. |
| 21715 Palaniappan      | 1999 RA110     | Anand M. Palaniappan, ameriški nagrajenec (drugo mesto) na Intelovem mednarodnem znanstvenem in tehničnem sejmu (Intel International Science and Engineering Fair ali ISEF) leta 2005 in prejemnik Intelove nagrade za dosežek (Intelova nagrada za dosežek\|Intelove nagrade za dosežek) † Arhivirano 2005-10-27 na Wayback Machine. ‡                                                            |
| 21716 Panchamia        | 1999 RX113     | Rohan Kirit Panchamia, ameriški nagrajenec (drugo mesto) na Intelovem mednarodnem znanstvenem in tehničnem sejmu (Intel International Science and Engineering Fair ali ISEF) leta 2005 † Arhivirano 2005-10-27 na Wayback Machine. ‡ |
| 21717 Pang             | 1999 RO114     | Genevieve C. Pang, ameriška nagrajenka (drugo mesto) na Intelovem mednarodnem znanstvenem in tehničnem sejmu (Intel International Science and Engineering Fair ali ISEF) leta 2005 † Arhivirano 2005-10-27 na Wayback Machine. † |
| 21718 Cheonghapark     | 1999 RO115     | Cheong Ha Park, južnokorejska nagrajenka (drugo mesto) na Intelovem mednarodnem znanstvenem in tehničnem sejmu (Intel International Science and Engineering Fair ali ISEF) leta 2005 † Arhivirano 2005-10-27 na Wayback Machine. ‡ |
| 21719 Pasricha         | 1999 RR115     | Trisha Satya Pasricha, ameriška nagrajenka (drugo mesto) na ‘‘Intelovem mednarodnem znanstvenem in tehničnem sejmu’’ (Intel International Science and Engineering Fair ali ISEF) leta 2005 † Arhivirano 2005-10-27 na Wayback Machine. ‡ |
| 21720 Pilishvili       | 1999 RQ119     | Anna Pilishvili, ameriška nagrajenka (drugo mesto) na Intelovem mednarodnem znanstvenem in tehničnem sejmu (Intel International Science and Engineering Fair ali ISEF) leta 2005 † Arhivirano 2005-10-27 na Wayback Machine. ‡ |
| 21721 Feiniqu          | 1999 RY119     | Feini Qu, ameriška nagrajenka na Intelovem mednarodnem znanstvenem in tehničnem sejmu (Intel International Science and Engineering Fair ali ISEF) leta 2005 in prejemnica and recipient of the Intelove nagrade za dosežek † Arhivirano 2005-10-27 na Wayback Machine. ‡ |
| 21722 Rambhia          | 1999 RX120     | Suraj Hitendra Rambhia, ameriški nagrajenec na Intelovem mednarodnem znanstvenem in tehničnem sejmu (Intel International Science and Engineering Fair ali ISEF) leta 2005 † Arhivirano 2005-10-27 na Wayback Machine. ‡ |
| 21723 Yinyinwu         | 1999 RT128     | Yin Yin Wu, ameriški finalist na Intelovem iskanju znanstvenih talentov (Intel Science Talent Search ali ISTS) leta 2006 † Arhivirano 2006-06-03 na Wayback Machine. |
| 21724 Ratai            | 1999 RA132     | Daniel Ratai, madžarski nagrajenec na Intelovem mednarodnem znanstvenem in tehničnem sejmu (Intel International Science and Engineering Fair ali ISEF) leta 2005 in prejemnik Intelove nagrade za dosežek (Intelova nagrada za dosežek\|Intelove nagrade za dosežek) in nagrade Seaborg SIYSS † Arhivirano 2005-10-27 na Wayback Machine. ‡                                                        |
| 21725 Zhongyuechen     | 1999 RB132     | Yuechen Zhong, kitajski finalist na Intelovem mednarodnem znanstvenem in tehničnem sejmu (Intel International Science and Engineering Fair ali ISEF) leta 2006 |
| 21726 Rezvanian        | 1999 RB134     | Jason Hamid Rezvanian, ameriški nagrajenec (drugo mesto) na ‘‘Intelovem mednarodnem znanstvenem in tehničnem sejmu’’ (Intel International Science and Engineering Fair ali ISEF) leta 2005 † Arhivirano 2005-10-27 na Wayback Machine. ‡ |
| 21727 Rhines           | 1999 RY135     | Allison Shelton Rhines, ameriški nagrajenec (drugo mesto) na Intelovem mednarodnem znanstvenem in tehničnem sejmu (Intel International Science and Engineering Fair ali ISEF) leta 2005 † Arhivirano 2005-10-27 na Wayback Machine. † |
| 21728 Zhuzhirui        | 1999 RH136     | Zhirui Zhu, kitajski finalist na Intelovem mednarodnem znanstvenem in tehničnem sejmu (Intel International Science and Engineering Fair ali ISEF) leta 2006 † Arhivirano 2006-06-03 na Wayback Machine. |
| 21729 Kimrichards      | 1999 RE137     | Kimberly Skye Richards, kanadski nagrajenec (drugo mesto) na Intelovem mednarodnem znanstvenem in tehničnem sejmu (Intel International Science and Engineering Fair ali ISEF) leta 2005 † Arhivirano 2005-10-27 na Wayback Machine. ‡ |
| 21730 Ignaciorod       | 1999 RG138     | Ignacio Gabriel Rodriguez, argentinski nagrajenec (drugo mesto) na Intelovem mednarodnem znanstvenem in tehničnem sejmu (Intel International Science and Engineering Fair ali ISEF) leta 2005 † Arhivirano 2005-10-27 na Wayback Machine. ‡ |
| 21731 Zhuruochen       | 1999 RT142     | RuoChen Zhu, kitajski finalist na Intelovem mednarodnem znanstvenem in tehničnem sejmu (Intel International Science and Engineering Fair ali ISEF) leta 2006 † Arhivirano 2006-06-03 na Wayback Machine. |
| 21732 Rumery           | 1999 RW142     | Rhett Lee Rumery, ameriški nagrajenec (drugo mesto) na Intelovem mednarodnem znanstvenem in tehničnem sejmu (Intel International Science and Engineering Fair ali ISEF) leta 2005 † Arhivirano 2005-10-27 na Wayback Machine. ‡ |
| 21733 Schlottmann      | 1999 RX145     | Chad Avery Schlottmann, ameriški nagrajenec na Intelovem mednarodnem znanstvenem in tehničnem sejmu (Intel International Science and Engineering Fair ali ISEF) leta 2005 in prejemnik nagrade MILSET Expo-Science † Arhivirano 2005-10-27 na Wayback Machine. ‡ |
| 21735 Nissaschmidt     | 1999 RV146     | Nissa Leigh Schmidt, ameriška nagrajenka (drugo mesto) na Intelovem mednarodnem znanstvenem in tehničnem sejmu (Intel International Science and Engineering Fair ali ISEF) leta 2005 † Arhivirano 2005-10-27 na Wayback Machine. ‡ |
| 21736 Samaschneid      | 1999 RW149     | Samantha Leigh Schneider, ameriška nagrajenka (drugo mesto) na Intelovem mednarodnem znanstvenem in tehničnem sejmu (Intel International Science and Engineering Fair ali ISEF) leta 2005 † Arhivirano 2005-10-27 na Wayback Machine. ‡ |
| 21737 Stephenshulz     | 1999 RV151     | Stephen Schulz, nemški nagrajenec na Intelovem mednarodnem znanstvenem in tehničnem sejmu (Intel International Science and Engineering Fair ali ISEF) leta 2005 in prejemnik Intelove nagrade za dosežek, prejemnik Intelova nagrada mlademu znanstveniku in nagrade Seaborg SIYS † Arhivirano 2005-10-27 na Wayback Machine. ‡                                                                    |
| 21738 Schwank          | 1999 RB153     | Benjamin Albert Schwank je bil nagrajen s prvo nagrado in proglašen za najboljšega v svoji kategoriji na Intelovem mednarodnem znanstvenem in tehničnem sejmu (Intel International Science and Engineering Fair ali ISEF) leta 2005 † Arhivirano 2005-10-27 na Wayback Machine. ‡ |
| 21739 Annekeschwob     | 1999 RN157     | Anneke Ellen Schwob, ameriška nagrajenka (drugo mesto) na Intelovem mednarodnem znanstvenem in tehničnem sejmu (Intel International Science and Engineering Fair ali ISEF) leta 2005 † Arhivirano 2005-10-27 na Wayback Machine. ‡ |
| 21742 Rachaelscott     | 1999 RU163     | Rachael Ann Scott, ameriška nagrajenka na Mednarodnem Intelovem mednarodnem znanstvenem in tehničnem sejmu (Intel International Science and Engineering Fair ali ISEF) leta 2005 † Arhivirano 2005-10-27 na Wayback Machine. ‡ |
| 21743 Michaelsegal     | 1999 RB164     | Michael Segal, ameriški nagrajenec na Intelovem mednarodnem znanstvenem in tehničnem sejmu (Intel International Science and Engineering Fair ali ISEF) leta 2005 † Arhivirano 2005-10-27 na Wayback Machine. ‡ |
| 21744 Meliselinger     | 1999 RF168     | Melissa C. Selinger, ameriški nagrajenec (drugo mesto) na Intelovem mednarodnem znanstvenem in tehničnem sejmu (Intel International Science and Engineering Fair ali ISEF) leta 2005 † Arhivirano 2005-10-27 na Wayback Machine. ‡ |
| 21745 Shadfan          | 1999 RX168     | Basil Harbi Shadfan, ameriški second place nagrajenec na Intelovem mednarodnem znanstvenem in tehničnem sejmu (Intel International Science and Engineering Fair ali ISEF) leta 2005 † Arhivirano 2005-10-27 na Wayback Machine. ‡ |
| 21746 Carrieshaw       | 1999 RZ169     | Carrie Elizabeth Shaw, ameriška nagrajenka (drugo mesto) na Intelovem mednarodnem znanstvenem in tehničnem sejmu (Intel International Science and Engineering Fair ali ISEF) leta 2005 † Arhivirano 2005-10-27 na Wayback Machine. ‡ |
| 21747 Justsolomon      | 1999 RD170     | Justin Moore Solomon, ameriški nagrajenec na Intelovem mednarodnem znanstvenem in tehničnem sejmu (Intel International Science and Engineering Fair ali ISEF) leta 2005 † Arhivirano 2005-10-27 na Wayback Machine. ‡ |
| 21748 Srinivasan       | 1999 RH170     | Harish Mayur Srinivasan, ameriški nagrajenec (drugo mesto) na Intelovem mednarodnem znanstvenem in tehničnem sejmu (Intel International Science and Engineering Fair ali ISEF) leta 2005 † Arhivirano 2005-10-27 na Wayback Machine. ‡ |
| 21750 Tartakahashi     | 1999 RG173     | Taryn Mahealani Takahashi, ameriška nagrajenka (drugo mesto) na Intelovem mednarodnem znanstvenem in tehničnem sejmu (Intel International Science and Engineering Fair ali ISEF) leta 2005 † Arhivirano 2005-10-27 na Wayback Machine. ‡ |
| 21751 Jennytaylor      | 1999 RT176     | Jennifer Ann Taylor, ameriška nagrajenka (drugo mesto) na Intelovem mednarodnem znanstvenem in tehničnem sejmu (Intel International Science and Engineering Fair ali ISEF) leta 2005 † Arhivirano 2005-10-27 na Wayback Machine. ‡ |
| 21752 Johnthurmon      | 1999 RC179     | John Thomas Thurmon, ameriški nagrajenec (drugo mesto) na Intelovem mednarodnem znanstvenem in tehničnem sejmu (Intel International Science and Engineering Fair ali ISEF) leta 2005 † Arhivirano 2005-10-27 na Wayback Machine. ‡ |
| 21753 Trudel           | 1999 RJ180     | Thomas Andrew Trudel, ameriški nagrajenec (drugo mesto) na Intelovem mednarodnem znanstvenem in tehničnem sejmu (Intel International Science and Engineering Fair ali ISEF) leta 2005 † Arhivirano 2005-10-27 na Wayback Machine. ‡ |
| 21754 Tvaruzkova       | 1999 RZ183     | Zuzana Tvaruzkova, češka nagrajenka na Intelovem mednarodnem znanstvenem in tehničnem sejmu (Intel International Science and Engineering Fair ali ISEF) leta 2005 † Arhivirano 2005-10-27 na Wayback Machine. † |
| 21758 Adrianveres      | 1999 RT196     | Adrian Veres, v Rominiji rojen kanadski nagrajenec na Intelovem mednarodnem znanstvenem in tehničnem sejmu (Intel International Science and Engineering Fair ali ISEF) leta 2005 † Arhivirano 2005-10-27 na Wayback Machine. ‡ |
| 21770 Wangyiran        | 1999 RF211     | Wang YiRan, kitajski nagrajenec (drugo mesto) na Intelovem mednarodnem znanstvenem in tehničnem sejmu (Intel International Science and Engineering Fair ali ISEF) leta 2005 † Arhivirano 2005-10-27 na Wayback Machine. ‡ |
| 21774 O'Brien          | 1999 RR217     | David P. O'Brien, ameriški planetarni znanstvenik na Inštitutu planetarne znanosti (Planetary Science Institute), Tucson † |
| 21775 Tsiganis         | 1999 RC221     | Kleomenis Tsiganis, grški planetarni znanstvenik na Univerzi v Solunu † |
| 21776 Kryszczyńska     | 1999 RE221     | Agnieszka Kryszczyńska, poljska planetarna znanstvenica na Univerzi Adama Mickiewicza, Poznań, Poljska † |
| 21778 Andrewarren      | 1999 RF225     | Andrew David Warren, ameriški nagrajenec (drugo mesto) na Intelovem mednarodnem znanstvenem in tehničnem sejmu (Intel International Science and Engineering Fair ali ISEF) leta 2005 † Arhivirano 2005-10-27 na Wayback Machine. ‡ |
| 21782 Davemcdonald     | 1999 RV239     | David McDonald, irski ljubiteljski astronom in popularizator astronomije † |
| 21785 Méchain          | 1999 SS2       | Pierre François André Méchain, francoski astronom † ‡ |
| 21789 Frankwasser      | 1999 SH7       | Francis Wasser, irski nagrajenec na Intelovem mednarodnem znanstvenem in tehničnem sejmu (Intel International Science and Engineering Fair ali ISEF) leta 2005 † Arhivirano 2005-10-27 na Wayback Machine. ‡ |
| 21791 Mattweegman      | 1999 SR7       | Matt Moraco Weegman, ameriški nagrajenec (drugo mesto) na Intelovem mednarodnem znanstvenem in tehničnem sejmu (Intel International Science and Engineering Fair ali ISEF) leta 2005 † Arhivirano 2005-10-27 na Wayback Machine. ‡ |
| 21795 Masi             | 1999 SN9       | Gianluca Masi, italijanski ljubiteljski astronom † |
| 21798 Mitchweegman     | 1999 SZ16      | Mitch Dale Weegman, ameriški nagrajenec (drugo mesto) na Intelovem mednarodnem znanstvenem in tehničnem sejmu (Intel International Science and Engineering Fair ali ISEF) leta 2005 † Arhivirano 2005-10-27 na Wayback Machine. ‡ |
| 21799 Ciociaria        | 1999 TP        | Ciociaria, področje Italije, ki vključuje Lacijo, Abruce in Molise, ime izhaja iz besede ciocia, kar pomeni starodavno obuvalo (cokle) † |
| 21801–21900            |                | |
| 21801 Ančerl           | 1999 TW3       | Karel Ančerl, dirigent Češkega filharmoničnega orkestra † Arhivirano 2010-09-01 na Wayback Machine. |
| 21802 Svoreň           | 1999 TE6       | Ján Svoreň, slovaški astronom † Arhivirano 2008-01-11 na Wayback Machine. |
| 21804 Václavneumann    | 1999 TC8       | Václav Neumann (1920 – 1995), češki violinist in igralec viole, dirigent Češkega filharmoničnega orkestra † Arhivirano 2010-09-01 na Wayback Machine. |
| 21811 Burroughs        | 1999 TR20      | Edgar Rice Burroughs (1875 – 1950), ameriški pisatelj, najbolj znan je po svojih zgodbah o Tarzanu † |
| 21813 Danwinegar       | 1999 TK25      | Daniel Rees Winegar, ameriški nagrajenec (drugo mesto) na Intelovem mednarodnem znanstvenem in tehničnem sejmu (Intel International Science and Engineering Fair ali ISEF) leta 2005 † Arhivirano 2005-10-27 na Wayback Machine. † |
| 21814 Shanawolff       | 1999 TQ27      | Shana Marie Wolff, ameriška nagrajenka na Intelovem mednarodnem znanstvenem in tehničnem sejmu (Intel International Science and Engineering Fair ali ISEF) leta 2005 † Arhivirano 2005-10-27 na Wayback Machine. ‡ |
| 21815 Fanyang          | 1999 TF29      | Fan Yang, ameriška nagrajenka (drugo mesto) na Intelovem mednarodnem znanstvenem in tehničnem sejmu (Intel International Science and Engineering Fair ali ISEF) leta 2005 † Arhivirano 2005-10-27 na Wayback Machine. † |
| 21817 Yingling         | 1999 TG32      | Chelsey Ann Yingling, ameriška nagrajenka (drugo mesto) na Intelovem mednarodnem znanstvenem in tehničnem sejmu (Intel International Science and Engineering Fair ali ISEF) leta 2005 † Arhivirano 2005-10-27 na Wayback Machine. ‡ |
| 21818 Yurkanin         | 1999 TJ32      | Alana Marie Yurkanin, ameriška nagrajenka (drugo mesto) na Intelovem mednarodnem znanstvenem in tehničnem sejmu (Intel International Science and Engineering Fair ali ISEF) leta 2005 † Arhivirano 2005-10-27 na Wayback Machine. ‡ |
| 21821 Billryan         | 1999 TN36      | William H. Ryan, ameriški astrofizik na Observatoriju Magdalena Ridge, ki pripada Inštitutu za rudarstvo in tehnologijo v New Mexicu, odkril je prvi dvojni asteroid 3782 Celle, ki pripada družini Vesta † |
| 21822 Degiorgi         | 1999 TX36      | Ennio De Giorgi, italijanski matematik † |
| 21825 Zhangyizhong     | 1999 TR88      | Zhang Yizhong, kitajski nagrajenec (drugo mesto) na Intelovem mednarodnem znanstvenem in tehničnem sejmu (Intel International Science and Engineering Fair ali ISEF) leta 2005 † Arhivirano 2005-10-27 na Wayback Machine. ‡ |
| 21826 Youjiazhong      | 1999 TJ91      | YouJia Zhong, singapurski nagrajenec (drugo mesto) na Intelovem mednarodnem znanstvenem in tehničnem sejmu (Intel International Science and Engineering Fair ali ISEF) leta 2005 † Arhivirano 2005-10-27 na Wayback Machine. ‡ |
| 21827 Chingzhu         | 1999 TS91      | Ching Zhu, ameriška nagrajenka (drugo mesto) na Intelovem mednarodnem znanstvenem in tehničnem sejmu (Intel International Science and Engineering Fair ali ISEF) leta 2005 † Arhivirano 2005-10-27 na Wayback Machine. ‡ |
| 21829 Kaylacornale     | 1999 TZ92      | Kayla Marie Cornale, kanadski nagrajenec (tretje mesto) na Intelovem mednarodnem znanstvenem in tehničnem sejmu (Intel International Science and Engineering Fair ali ISEF) leta 2005 in prejemnik Intelove nagrade za dosežek † Arhivirano 2005-10-27 na Wayback Machine. † |
| 21840 Ghoshchoudhury   | 1999 TT101     | Triparna Ghosh-Choudhury, ameriška nagrajenka (tretje mesto) na Intelovem mednarodnem znanstvenem in tehničnem sejmu (Intel International Science and Engineering Fair ali ISEF) leta 2005 in prejemnica Intelove nagrade za dosežek † Arhivirano 2005-10-27 na Wayback Machine. ‡ |
| 21846 Wojakowski       | 1999 TT114     | Maria Malgorzata Wojakowski, ameriška nagrajenka (četrto mesto) na Intelovem mednarodnem znanstvenem in tehničnem sejmu (Intel International Science and Engineering Fair ali ISEF) leta 2005 in prejemnik Intelove nagrade za dosežek † Arhivirano 2005-10-27 na Wayback Machine. ‡ |
| 21850 Abshir           | 1999 TF142     | Iftin Mohamed Abshir, ameriški finalist na Izzivu kanala Discovery mladim znanstvenikom v letu 2005 (Discovery Channel Young Scientist Challenge ali DCYSC) † Arhivirano 2005-10-27 na Wayback Machine. ‡ |
| 21852 Bolander         | 1999 TR143     | John Anthony Bolander, ameriški finalist na Izzivu kanala Discovery mladim znanstvenikom v letu 2005 (Discovery Channel Young Scientist Challenge ali DCYSC) † Arhivirano 2005-10-27 na Wayback Machine. ‡ |
| 21853 Kelseykay        | 1999 TU146     | Kelsey Kay Burnham, ameriška finalistka na Izzivu kanala Discovery mladim znanstvenikom v letu 2005 (Discovery Channel Young Scientist Challenge ali DCYSC) † Arhivirano 2005-10-27 na Wayback Machine. ‡ |
| 21854 Brendandwyer     | 1999 TJ147     | Brendan John Dwyer, ameriški finalist na Izzivu kanala Discovery mladim znanstvenikom v letu 2005 (Discovery Channel Young Scientist Challenge ali DCYSC) † Arhivirano 2005-10-27 na Wayback Machine. † |
| 21856 Heathermaria     | 1999 TR150     | Heather Maria Foster, ameriška finalistka na Izzivu kanala Discovery mladim znanstvenikom v letu 2005 (Discovery Channel Young Scientist Challenge ali DCYSC) † Arhivirano 2005-10-27 na Wayback Machine. ‡ |
| 21858 Gosal            | 1999 TY155     | Anudeep D. Gosal, ameriški finalist na Izzivu kanala Discovery mladim znanstvenikom v letu 2005 (Discovery Channel Young Scientist Challenge ali DCYSC) † Arhivirano 2005-10-27 na Wayback Machine. ‡ |
| 21860 Joannaguy        | 1999 TX180     | Joanna Christine Guy, ameriška finalistka na Izzivu kanala Discovery mladim znanstvenikom v letu 2005 (Discovery Channel Young Scientist Challenge ali DCYSC) † Arhivirano 2005-10-27 na Wayback Machine. ‡ |
| 21861 Maryhedberg      | 1999 TU189     | Mary Lucia Hedberg, ameriška finalistka na Izzivu kanala Discovery mladim znanstvenikom v letu 2005 (Discovery Channel Young Scientist Challenge ali DCYSC) † Arhivirano 2005-10-27 na Wayback Machine. ‡ |
| 21862 Joshuajones      | 1999 TV189     | Joshua Steven Jones, ameriški finalist na Izzivu kanala Discovery mladim znanstvenikom v letu 2005 (Discovery Channel Young Scientist Challenge ali DCYSC) † Arhivirano 2005-10-27 na Wayback Machine. † |
| 21873 Jindřichůvhradec | 1999 UU3       | mesto Jindřichův Hradec, Češka, nahajališče znanega observatorija (Observatorij František Nušl) † Arhivirano 2010-09-01 na Wayback Machine. ‡ |
| 21887 Dipippo          | 1999 UH42      | Simonetta Di Pippo, italijanski znanstveni koordinator v Italijanska vesoljska agencija † |
| 21888 Ďurech           | 1999 UL44      | Josef Ďurech, češki astronom na Astronomskem inštitutu Karlove univerze (Astronomický Ústav Univerzity Karlovy) v Pragi † |
| 21901–22000            |                | |
| 21903 Wallace          | 1999 VE12      | Patrick T. Wallace, britanski strokovnjak za nadzor teleskopov in programsko opremo teleskopov † |
| 21913 Taylorjones      | 1999 VK28      | Taylor Wesley Jones, ameriški finalist na Izzivu kanala Discovery mladim znanstvenikom v letu 2005 (Discovery Channel Young Scientist Challenge ali DCYSC) † Arhivirano 2005-10-27 na Wayback Machine. † |
| 21914 Melakabinoff     | 1999 VX34      | Melanie Paige Kabinoff, ameriška finalistka na Izzivu kanala Discovery mladim znanstvenikom v letu 2005 (Discovery Channel Young Scientist Challenge ali DCYSC) † Arhivirano 2005-10-27 na Wayback Machine. ‡ |
| 21915 Lavins           | 1999 VE35      | Gregory M. Lavins, ameriški finalist na Izzivu kanala Discovery mladim znanstvenikom v letu 2005 (Discovery Channel Young Scientist Challenge ali DCYSC) † Arhivirano 2005-10-27 na Wayback Machine. ‡ |
| 21919 Luga             | 1999 VV47      | Melissa Pomaikai Akiko Luga, ameriška finalistka na Izzivu kanala Discovery mladim znanstvenikom v letu 2005 (Discovery Channel Young Scientist Challenge ali DCYSC) † Arhivirano 2005-10-27 na Wayback Machine. ‡ |
| 21921 Camdenmiller     | 1999 VE49      | Camden Yinhung Miller, ameriška finalistka na Izzivu kanala Discovery mladim znanstvenikom v letu 2005 (Discovery Channel Young Scientist Challenge ali DCYSC) † Arhivirano 2005-10-27 na Wayback Machine. ‡ |
| 21922 Mocz             | 1999 VK49      | Lucia Mocz, ameriška finalistka na Izzivu kanala Discovery mladim znanstvenikom v letu 2005 (Discovery Channel Young Scientist Challenge ali DCYSC) † Arhivirano 2005-10-27 na Wayback Machine. ‡ |
| 21924 Alyssaovaitt     | 1999 VN53      | Alyssa Kurtz Ovaitt, ameriška finalistka na Izzivu kanala Discovery mladim znanstvenikom v letu 2005 (Discovery Channel Young Scientist Challenge ali DCYSC) † Arhivirano 2005-10-27 na Wayback Machine. ‡ |
| 21925 Supasternak      | 1999 VW53      | Susan Marie Pasternak, ameriška finalistka na Izzivu kanala Discovery mladim znanstvenikom v letu 2005 (Discovery Channel Young Scientist Challenge ali DCYSC) † Arhivirano 2005-10-27 na Wayback Machine. ‡ |
| 21926 Jacobperry       | 1999 VH54      | Jacob P. Perry, ameriški finalist na Izzivu kanala Discovery mladim znanstvenikom v letu 2005 (Discovery Channel Young Scientist Challenge ali DCYSC) † Arhivirano 2005-10-27 na Wayback Machine. ‡ |
| 21927 Sarahpierz       | 1999 VB55      | Sarah Marie Pierz, ameriška finalistka na Izzivu kanala Discovery mladim znanstvenikom v letu 2005 (Discovery Channel Young Scientist Challenge ali DCYSC) † Arhivirano 2005-10-27 na Wayback Machine. ‡ |
| 21928 Prabakaran       | 1999 VX55      | Sabrina Lakshmi Prabakran, ameriška finalistka na Izzivu kanala Discovery mladim znanstvenikom v letu 2005 (Discovery Channel Young Scientist Challenge ali DCYSC) † Arhivirano 2005-10-27 na Wayback Machine. ‡ |
| 21929 Nileshraval      | 1999 VP56      | Nilesh Kaushik Raval, ameriški finalist na Izzivu kanala Discovery mladim znanstvenikom v letu 2005 (Discovery Channel Young Scientist Challenge ali DCYSC) † Arhivirano 2005-10-27 na Wayback Machine. ‡ |
| 21932 Rios             | 1999 VP65      | Roberto Andres Rios, finalist iz Puerto Rica na Izzivu kanala Discovery mladim znanstvenikom v letu 2005 (Discovery Channel Young Scientist Challenge ali DCYSC) † Arhivirano 2005-10-27 na Wayback Machine. ‡ |
| 21933 Aaronrozon       | 1999 VL70      | Aaron Alexander Rozon, ameriški finalist na Izzivu kanala Discovery mladim znanstvenikom v letu 2005 (Discovery Channel Young Scientist Challenge ali DCYSC) † Arhivirano 2005-10-27 na Wayback Machine. ‡ |
| 21936 Ryan             | 1999 VH79      | Colleen Marie Ryan, ameriški finalist iz Puerto Rica na Izzivu kanala Discovery mladim znanstvenikom v letu 2005 (Discovery Channel Young Scientist Challenge ali DCYSC) † Arhivirano 2005-10-27 na Wayback Machine. ‡ |
| 21937 Basheehan        | 1999 VV80      | Brittany Ann Sheehan, ameriška finalistka na Izzivu kanala Discovery mladim znanstvenikom v letu 2005 (Discovery Channel Young Scientist Challenge ali DCYSC) † Arhivirano 2005-10-27 na Wayback Machine. ‡ |
| 21939 Kasmith          | 1999 VJ89      | Katherine Ann Smith, ameriška finalistka na Izzivu kanala Discovery mladim znanstvenikom v letu 2005 (Discovery Channel Young Scientist Challenge ali DCYSC) † Arhivirano 2005-10-27 na Wayback Machine. ‡ |
| 21942 Subramanian      | 1999 VN106     | Narayan Swamy Subramanian, ameriški finalist na Izzivu kanala Discovery mladim znanstvenikom v letu 2005 (Discovery Channel Young Scientist Challenge ali DCYSC) † Arhivirano 2005-10-27 na Wayback Machine. ‡ |
| 21945 Kleshchonok      | 1999 VL135     | Valery Volodimirovič Kleščonok, ukrajinski astronom na Astronomskem observatoriju Nacionalne univerze Ševčenko v Kijevu † |
| 21962 Scottsandford    | 1999 VS203     | Scott Alan Sandford, ameriški astronom in strokovnjak za meteorite pri Nasinem Raziskovalnem centru Ames, raziskovalec pri misiji Stardust † |
| 21964 Kevinhousen      | 1999 VK213     | Kevin R. Housen, ameriški pridruženi tehnični strokovnjak pri firmi Boeing Corporation, začetnik raziskav asteroidnih trkov † |
| 21965 Dones            | 1999 VO213     | Henry C. "Luke" Dones, ameriški strokovnjak za dinamiko Osončja pri Jugozahodni raziskovalni inštitut (Southwest Research Institute ali SwRI) v Boulderju † |
| 21949 Tatulian         | 1999 VA156     | Adrian Surenovich Tatulian, ameriški finalist na Izzivu kanala Discovery mladim znanstvenikom v letu 2005 (Discovery Channel Young Scientist Challenge ali DCYSC) † Arhivirano 2005-10-27 na Wayback Machine. ‡ |
| 21952 Terry            | 1999 VD165     | Bailey Holly Terry, ameriški finalist na Izzivu kanala Discovery mladim znanstvenikom v letu 2005 (Discovery Channel Young Scientist Challenge ali DCYSC) † Arhivirano 2005-10-27 na Wayback Machine. ‡ |
| 21956 Thangada         | 1999 VE179     | Neela Devi Thangada, ameriški finalist na Izzivu kanala Discovery mladim znanstvenikom v letu 2005 (Discovery Channel Young Scientist Challenge ali DCYSC) † Arhivirano 2005-10-27 na Wayback Machine. ‡ |
| 21958 Tripuraneni      | 1999 VU185     | Nilesh Tripuraneni, ameriški finalist na Izzivu kanala Discovery mladim znanstvenikom v letu 2005 (Discovery Channel Young Scientist Challenge ali DCYSC) † Arhivirano 2005-10-27 na Wayback Machine. ‡ |
| 21970 Tyle             | 1999 XC        | Sheel Tyle, ameriški finalist na Izzivu kanala Discovery mladim znanstvenikom v letu 2005 (Discovery Channel Young Scientist Challenge ali DCYSC) † Arhivirano 2005-10-27 na Wayback Machine. ‡ |
| 21985 Šejna            | 1999 XG15      | Karel Šejna, dirigent Češkega filharmoničnega orkestra † Arhivirano 2010-09-01 na Wayback Machine. |
| 21986 Alexanduribe     | 1999 XO17      | Alexander Tyler Uribe, ameriški finalist na Izzivu kanala Discovery mladim znanstvenikom v letu 2005 (Discovery Channel Young Scientist Challenge ali DCYSC) † Arhivirano 2005-10-27 na Wayback Machine. ‡ |
| 21989 Werntz           | 1999 XU20      | Ruslan Alan Werntz, ameriški finalist na Izzivu kanala Discovery mladim znanstvenikom v letu 2005 (Discovery Channel Young Scientist Challenge ali DCYSC) † Arhivirano 2005-10-27 na Wayback Machine. ‡ |
| 21990 Garretyazzie     | 1999 XH22      | Garrett Michael Yazzie, ameriški finalist na Izzivu kanala Discovery mladim znanstvenikom v letu 2005 (Discovery Channel Young Scientist Challenge ali DCYSC) † Arhivirano 2005-10-27 na Wayback Machine. ‡ |
| 21991 Zane             | 1999 XM23      | Robert Teruo Zane, ameriški finalist na Izzivu kanala Discovery mladim znanstvenikom v letu 2005 (Discovery Channel Young Scientist Challenge ali DCYSC) † Arhivirano 2005-10-27 na Wayback Machine. ‡ |
| 21999 Disora           | 1999 XS38      | Mario Di Sora, italijanski sodnik in ljubiteljski astronom, ustanovitelj in vodja Astronomskega observatorija di Campo Catino (Osservatorio Astronomico di Campo Catino), borec proti svetlobnemu onesnaževanju † |

| Predhodnik: 20001–21000 | Pomeni imen asteroidov Seznam asteroidov (21001-21250) Seznam asteroidov (21251-21500) Seznam asteroidov (21501-21750) Seznam asteroidov (21751-22000) | Naslednik: 22001–23000 |